# ヤマダデンキ
株式会社ヤマダデンキ（英: YAMADA-DENKI Co.,Ltd.）は、群馬県高崎市に本社を構える日本最大手の家電量販店チェーン。持株会社であるヤマダホールディングスの子会社である。
テックランド、LABI（ラビ）、家電住まいる館YAMADAなどの業態で店舗を展開している。店舗屋号としての「ヤマダデンキ」（ヤマダ電機）は、当社直営店と子会社や提携企業が運営するものが存在する（後述）。

## 概要
1973年、日本ビクター（現・JVCケンウッド）を退社した宮崎県出身の山田昇が個人商店（ナショナルショップ）「ヤマダ電化センター」（群馬県前橋市）を創業。1983年に株式会社ヤマダ電機設立。
群馬県を地盤とした郊外型家電量販チェーンとしてスタートし、1980年代からは北関東各県の同業であるコジマ（栃木県）、ケーズデンキ（茨城県）などと互いの商圏への進出と価格競争で激しく競い合い、規模を拡大。一時期はコジマに対して売上高で劣勢に立たされたが、大型店舗出店の規制緩和にあわせ、他社に先駆けて店舗を大型化する戦略に切り替えた。
1999年に京都府八幡市で関西第1号店の京都八幡店を開店。この店舗から全国展開に本腰を入れ、翌2000年の東京証券取引所第一部上場以降は、既存店の建替・移転を進めるとともに、各地の地元量販店との提携や買収によって全国展開を加速した。
2002年に当時トップだったコジマを抜いて家電量販店国内最大手となり、2005年2月に、専門量販店としては日本で初めて売上高1兆円を達成している。同年7月29日、最後まで未出店だった徳島県で徳島藍住店を開店させ、家電量販店で初の全都道府県進出を果たした。2006年度に、家電量販業界内売上規模の2割を占めた。2008年3月にコジマが島根県に出店するまでは全都道府県に出店している唯一の家電量販店チェーンだった。しかし、その後コジマは経営不振に陥りビックカメラの子会社となりコジマは不採算店舗を次々と閉店。結局2022年現在家電量販店として全都道府県に進出しているのは再びヤマダデンキのみとなっている。
郊外のロードサイド出店がメインであるが、さらなる業様拡大のため、小商圏や都心の繁華街の駅前への進出（レールサイド戦略）も目指している。2004年6月、都市型店舗の試験をかねて、広島市中心部に広島中央本店を開店。そのノウハウを元に、2006年に大阪市浪速区に「LABI1 なんば」を開店し、以降は「LABI」を都心のターミナル駅前型量販店業態の統一ブランド名として各地に出店しており、ビックカメラやヨドバシカメラなどの都市型量販店と激突する格好となっている。2006年9月29日、携帯電話や携帯オーディオなどのモバイル機器を専門に扱う小型店舗の新業態「テックサイト」を東京都の中野駅前に出店、これも以降各地に展開する。さらに2006年9月、関西および北海道エリアで「ヤマダTVショッピング」を放送開始。2007年1月4日からは地上波とBSで全国展開し、TVショッピング分野への本格進出を狙う。
2011年に住宅メーカーのエス・バイ・エル（現・ヤマダホームズ）を傘下に収め、「S×L by YAMADA」のブランド名で太陽光発電・オール電化などを備えた「スマートハウス」の販売促進に力を注ぐ。2012年に住宅機器メーカーのハウステックを傘下に収めるなど、家電以外の業態拡大も視野に入れている。
2013年3月より全国約700の直営店のうち、国内約300店舗の屋上に太陽光パネルを設置して太陽光発電を行っている。

### テーマソング
CMソングや店内ソングとして用いられている曲として『ヤマダ電機の唄』（作詞：ヤマダ電機とゆかいな仲間たち、作曲：富田伊知郎）が存在している。同社を含めて、家電量販店9社のテーマソングを収録したアルバム『エレクトリックパーク』が、ポニーキャニオンより発売されている。
2020年より新テーマソング『あなたが笑うと』（作詞：田中秀典、作曲：飛内将大、歌：塩塚モエカ）の使用が開始され前者の曲はあまり使用されなくなった。2023年12月より『いつもあなたと一緒に』（作詞：田中 秀典、作曲：白戸 秀明、歌：池田綾子）も使用されている。

## 店舗の展開

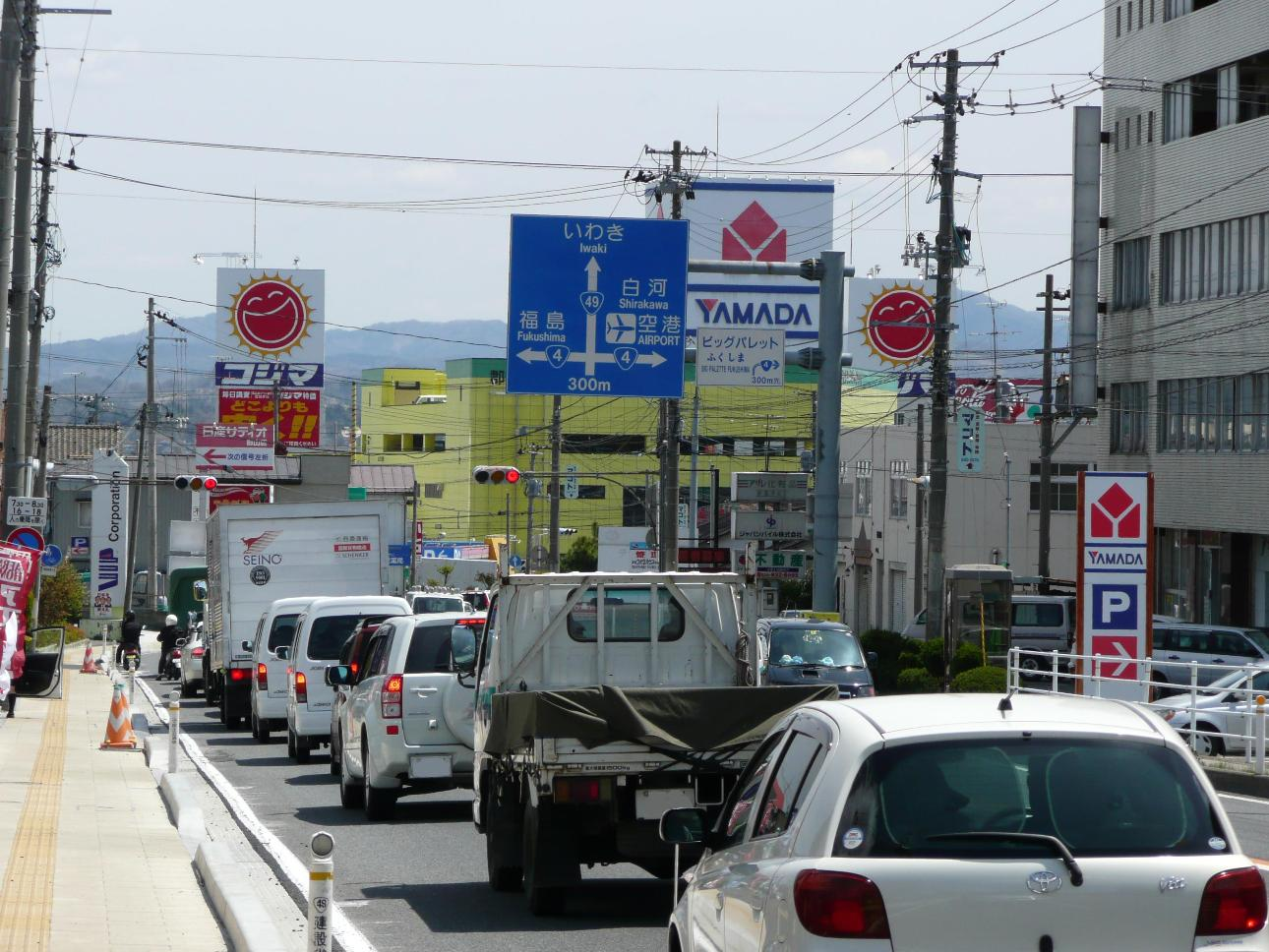
国道49号から見るコジマVSヤマダ（福島県郡山市）

1980年代から北関東で激しく競い合った、ヤマダ（群馬）、コジマ（栃木）、ケーズデンキ（茨城）の3社は「北関東YKK」と呼ばれ（ヨドバシカメラ、ヤマダ、コジマで「Y2K」とも称す）、一時期は日本電気大型店協会 (NEBA) は「北関東の風雲児or波乱児」たちとも呼ばれたが、その勢いは今日では全国各地に広がり、家電販売業界再編の引き金、NEBA解散（2005年8月）の引き金になったともいえる。そのなかでも、特に隣県に本社のあるコジマとの対抗心は非常に強く、互いに近隣に対抗出店し、右記の写真の光景は群馬と栃木エリアのみならず全国で見られる。上画像の郡山市の場合、ヤマダデンキが南に1kmの地点に移転・縮小したため、事実上コジマに軍配が上がっている。「他店より安い」を強調し、価格表示は裁判になった。1997年にコジマは家電製品売上高日本一の座をベスト電器から奪い優位に立ったが、2000年に大規模小売店舗法が廃止されヤマダが急速に大型店舗を各地に開店し小型店舗の多かったコジマは大打撃を食らった。結果、2002年にコジマを抜き去り日本一に躍り出て、現在のスタイルとなっている。パソコン販売に力を入れ、独自ブランドPC構築を目的にKOUZIROを子会社化するとともに、中古PCの販売にも力を入れており、これらは法人営業に強みを持つ。
20世紀末より出店攻勢を強めて、2005年までに47都道府県すべてに出店した。「ベスト電器」と「マツヤデンキ」は2021年7月の当社のストアブランド化以降も新規出店が行われている。マツヤデンキイオンスタイル検見川浜店、マツヤデンキ武蔵小山店、ベスト電器長崎四ヶ町店など。

## 業態

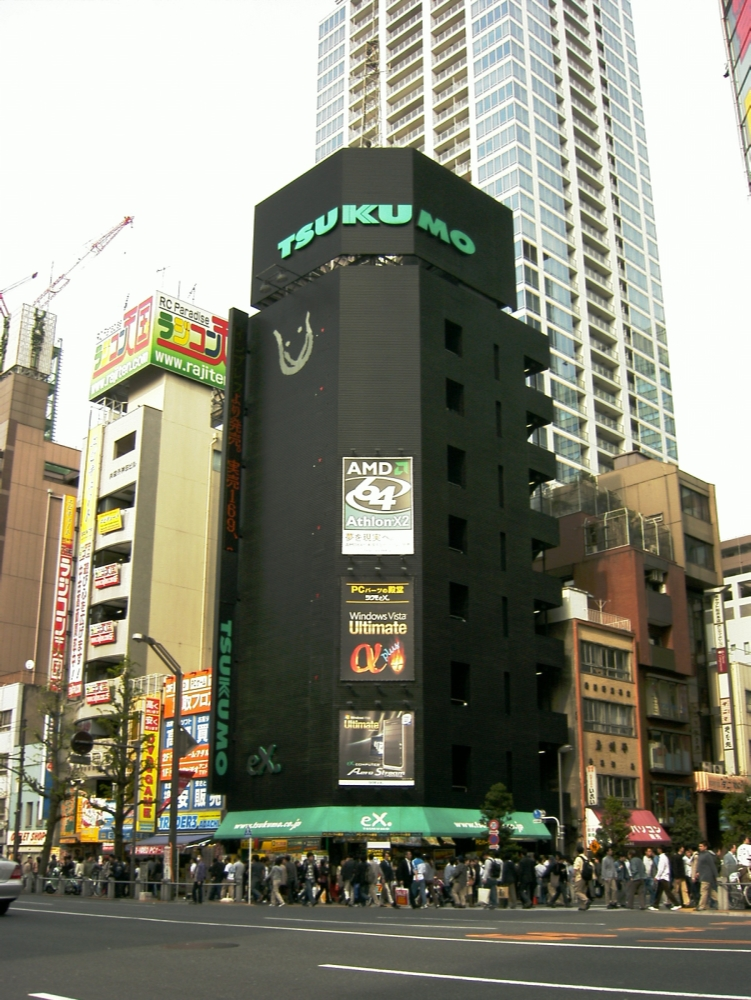
TSUKUMO eX. （東京都千代田区）

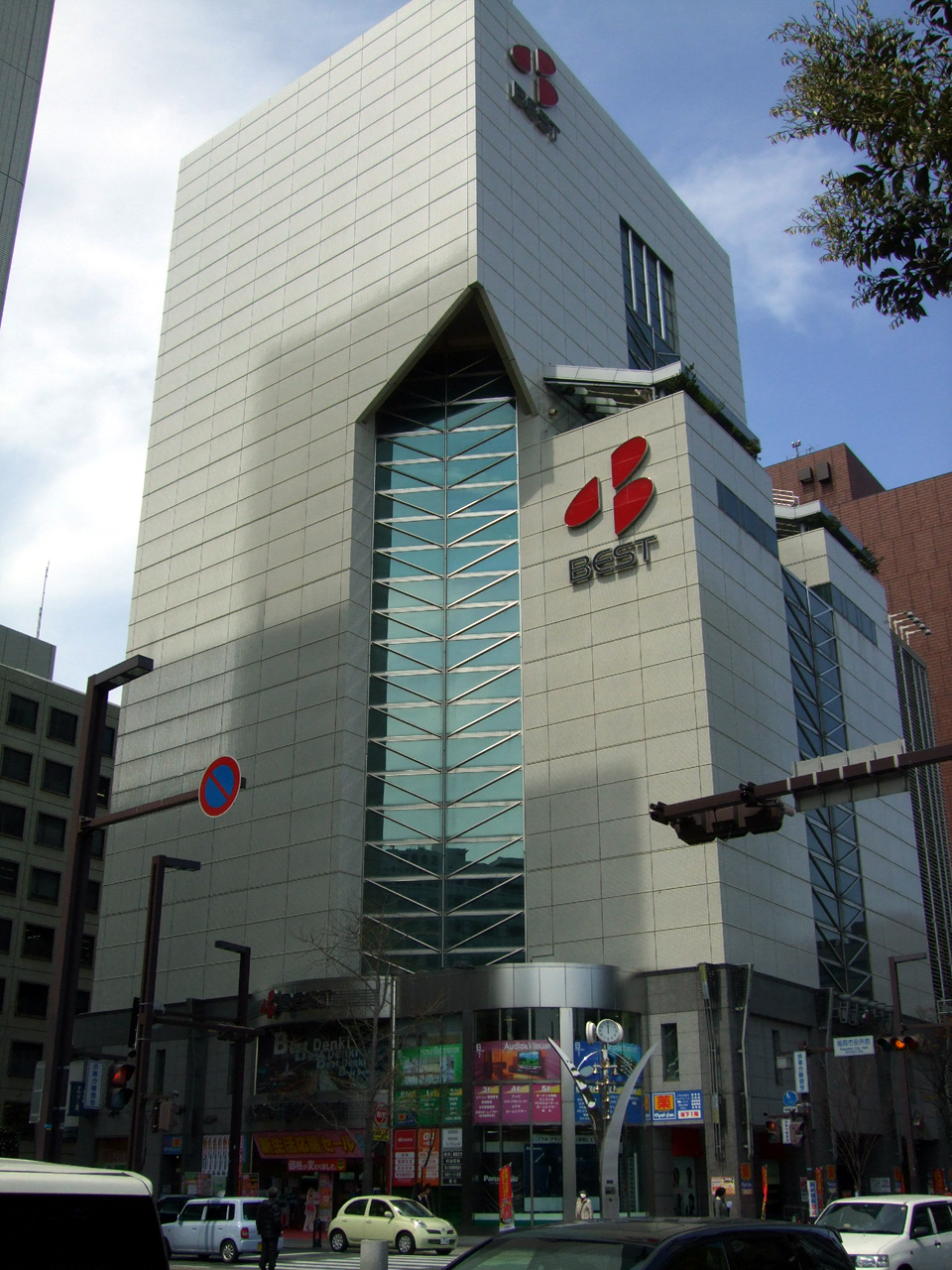
ベスト電器福岡本店 （福岡県福岡市中央区）

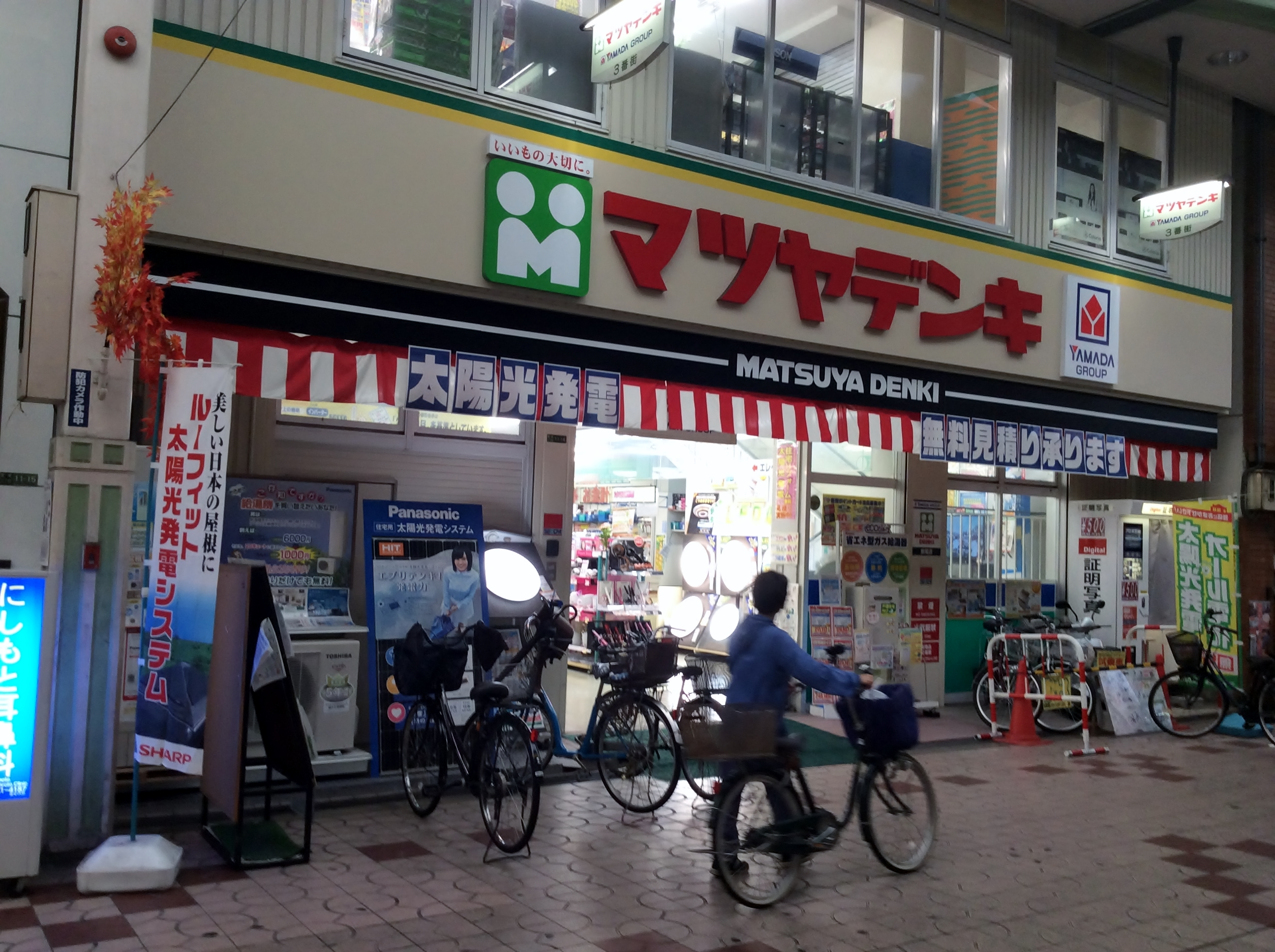
マツヤデンキ泉尾店 （大阪府大阪市大正区） 「YAMADA GROUP」ロゴ看板が掲示されている

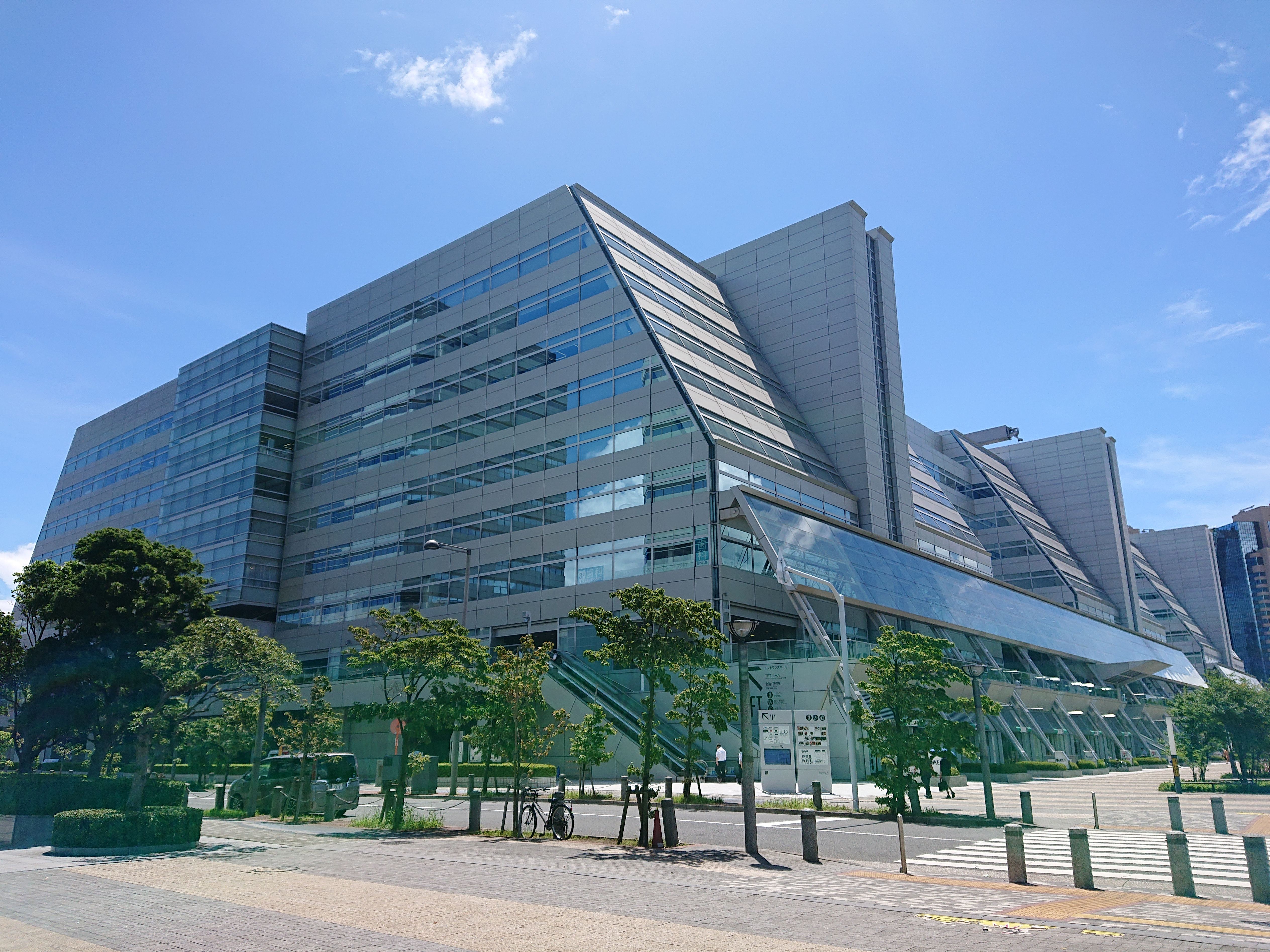
有明ショールーム
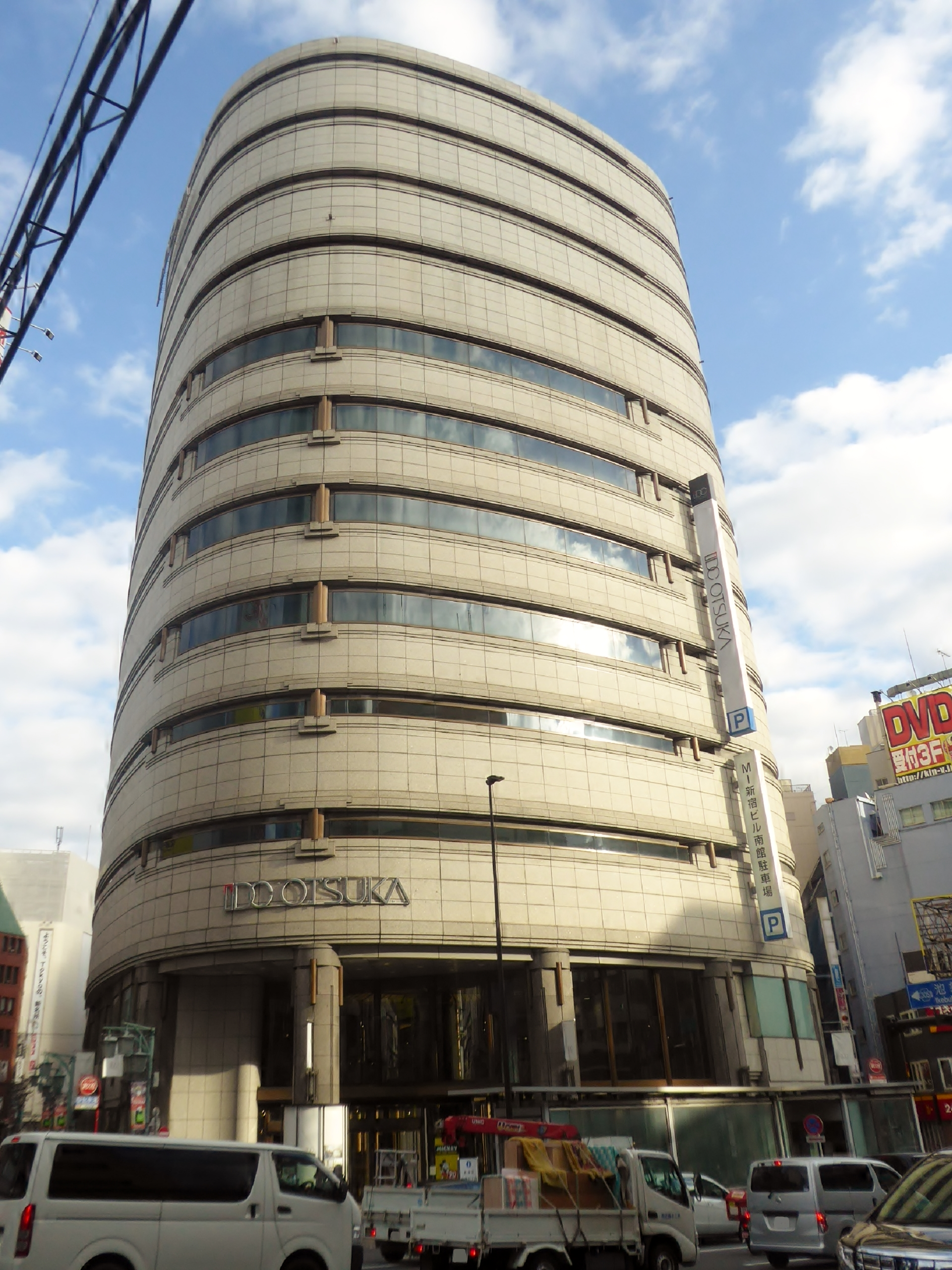
新宿ショールーム
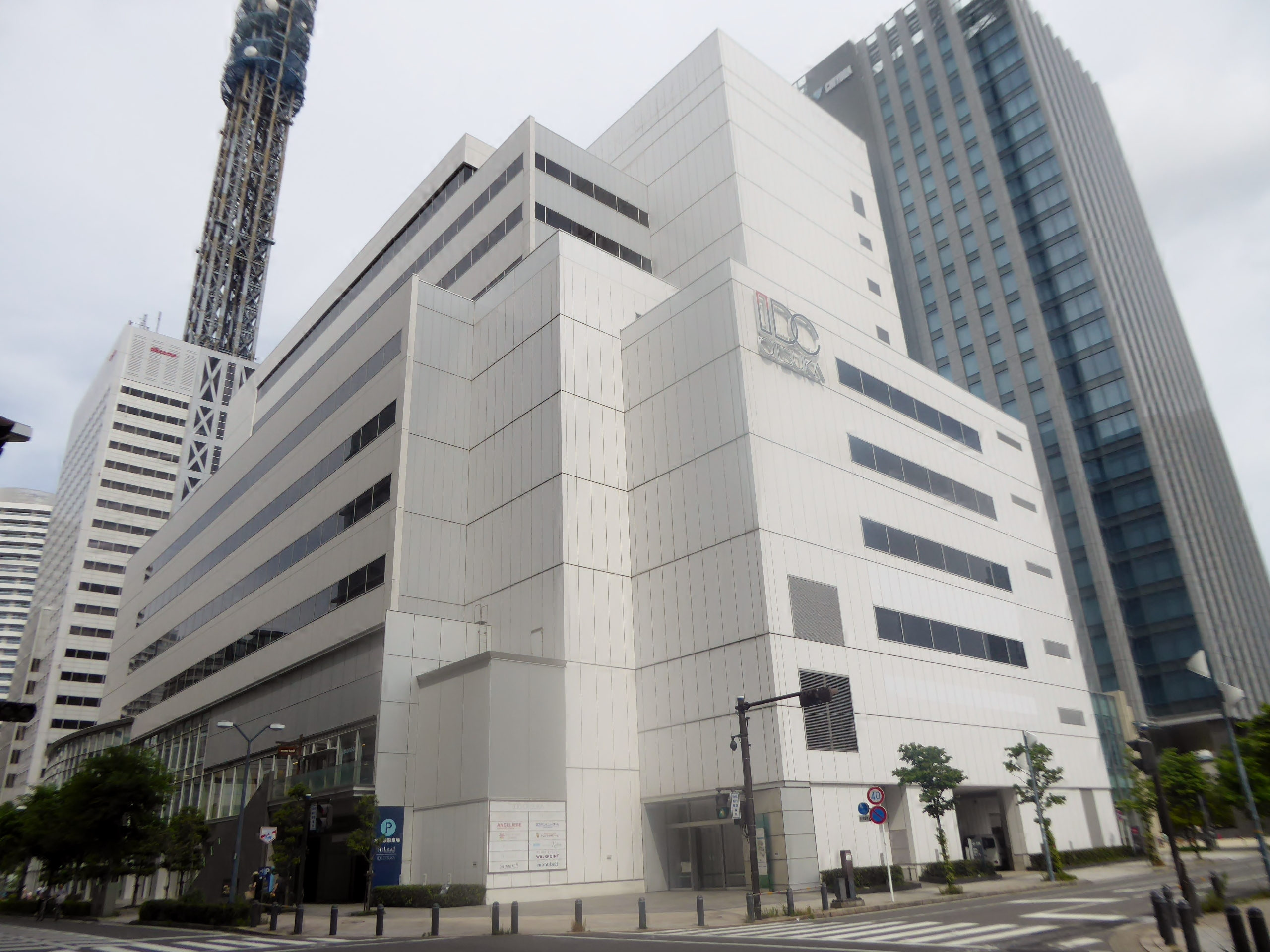
横浜みなとみらいショールーム
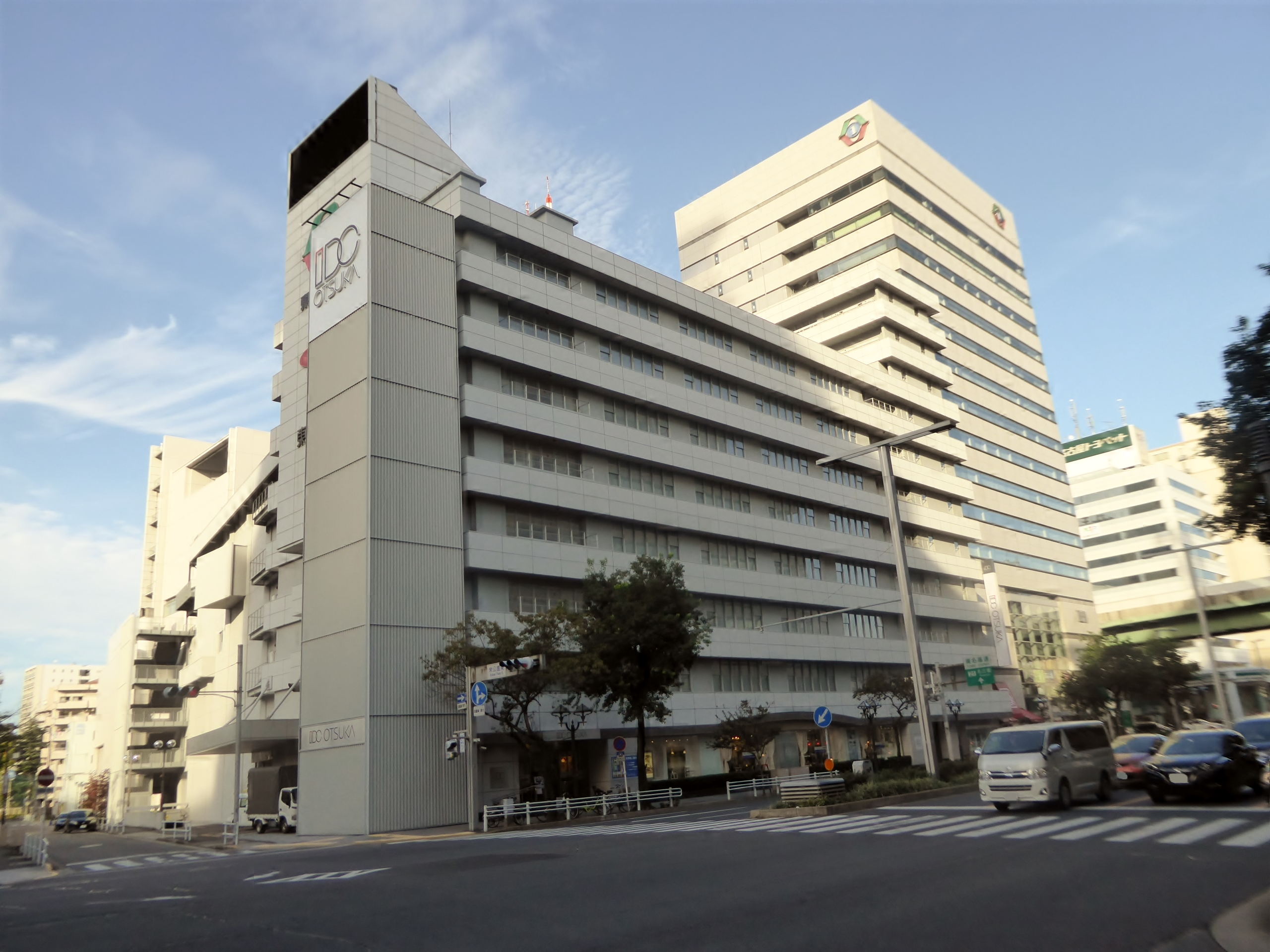
名古屋栄ショールーム
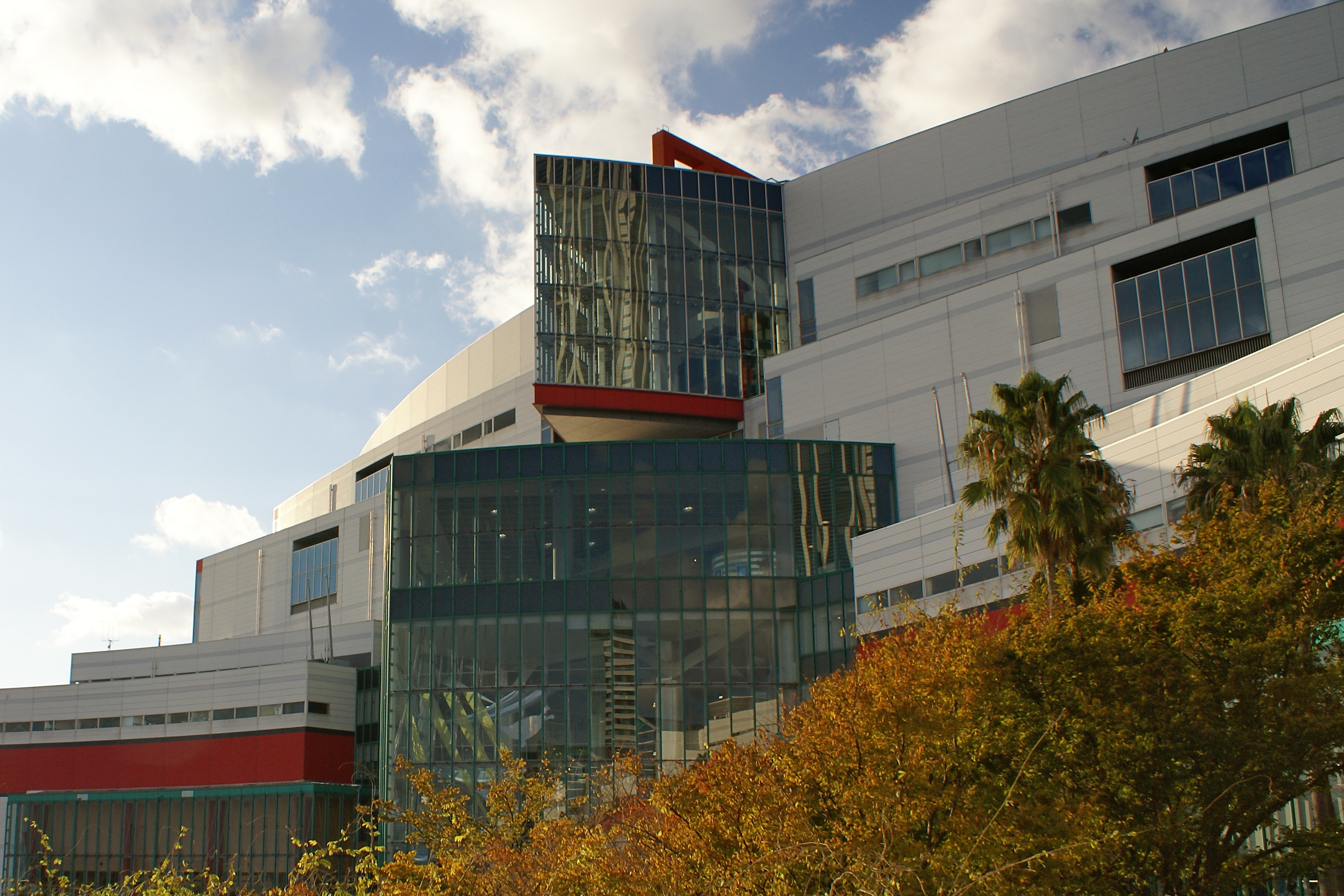
大阪南港ショールーム
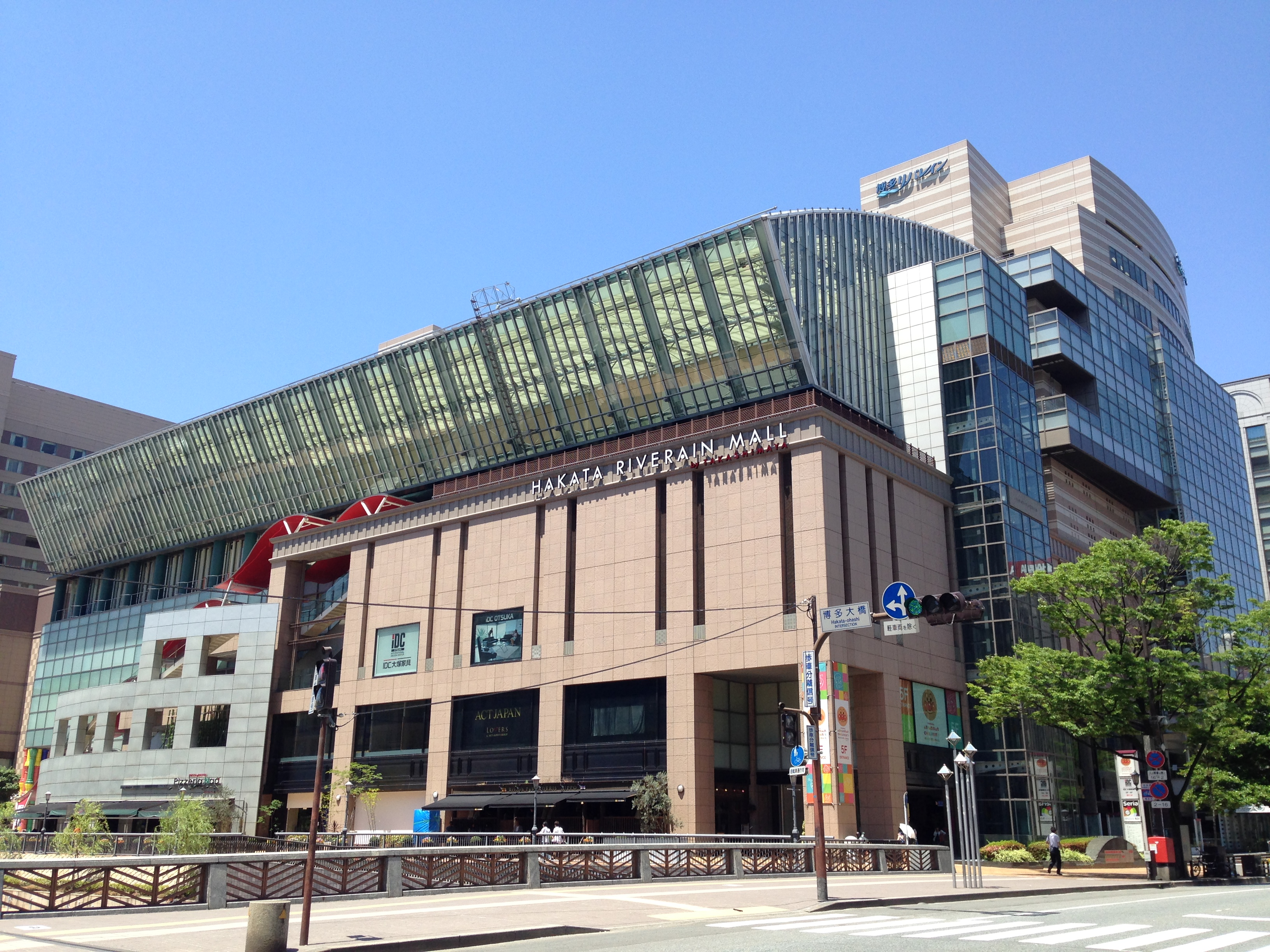
福岡ショールーム

2022年11月現在は以下の業態を擁する。
テックランド（Tecc.Land）
総合家電販売店で、ヤマダデンキの主力店舗形態。ロードサイドを中心に出店する。
定義が何度か変更されており、この屋号を使用し始めた90年代後半には標準店に対してパソコンなどの品揃えを強化した複合店として定義されていた。2005年に都市型大型店のLABI1なんばを出店して以降はレトロニム的に郊外型店舗を指す名称として使用されるようになった。西友などの総合スーパーにテナントとして入居する店舗も2015年頃より増加しており、2017年の家電住まいる館YAMADAの登場以降は「テックランド」の屋号は家具を取り扱わず下記にある他の業態に該当しないヤマダデンキの店舗全体を指す屋号に変化している。
多くの店舗は1階部分に駐車場を置き、店舗入口と来店ポイント付与端末・トイレのみが設置され、売り場は2階以上となっている。ただし、サトームセンなどの他店から転換した店舗や近年新規出店した店舗や黎明期の初期店舗では例外もある。
ケーズデンキ同様「テックランド○○本店」と「本店」と称する店舗が多数存在するのが特徴。
以前の店舗外観は黄色を基調とした派手なものが中心だったが、最近の店舗では白や灰色を基調とした外観に変化している。リニューアルオープンした以前より存在する店舗に関しては緑色の部分を青色に変更している店も存在する。
星電社・マツヤデンキ・ベスト電器からテックランドに転換した店舗も存在する。屋号はヤマダ電機（→ヤマダデンキ）テックランドに変更されるが、運営は2021年7月1日の当社への統合までは引き続き転換前の法人が行っていた。
近年では家電製品のほかに、買収したダイクマのノウハウを活かし食料品や一般用医薬品、生活雑貨などを販売する店舗も存在している。

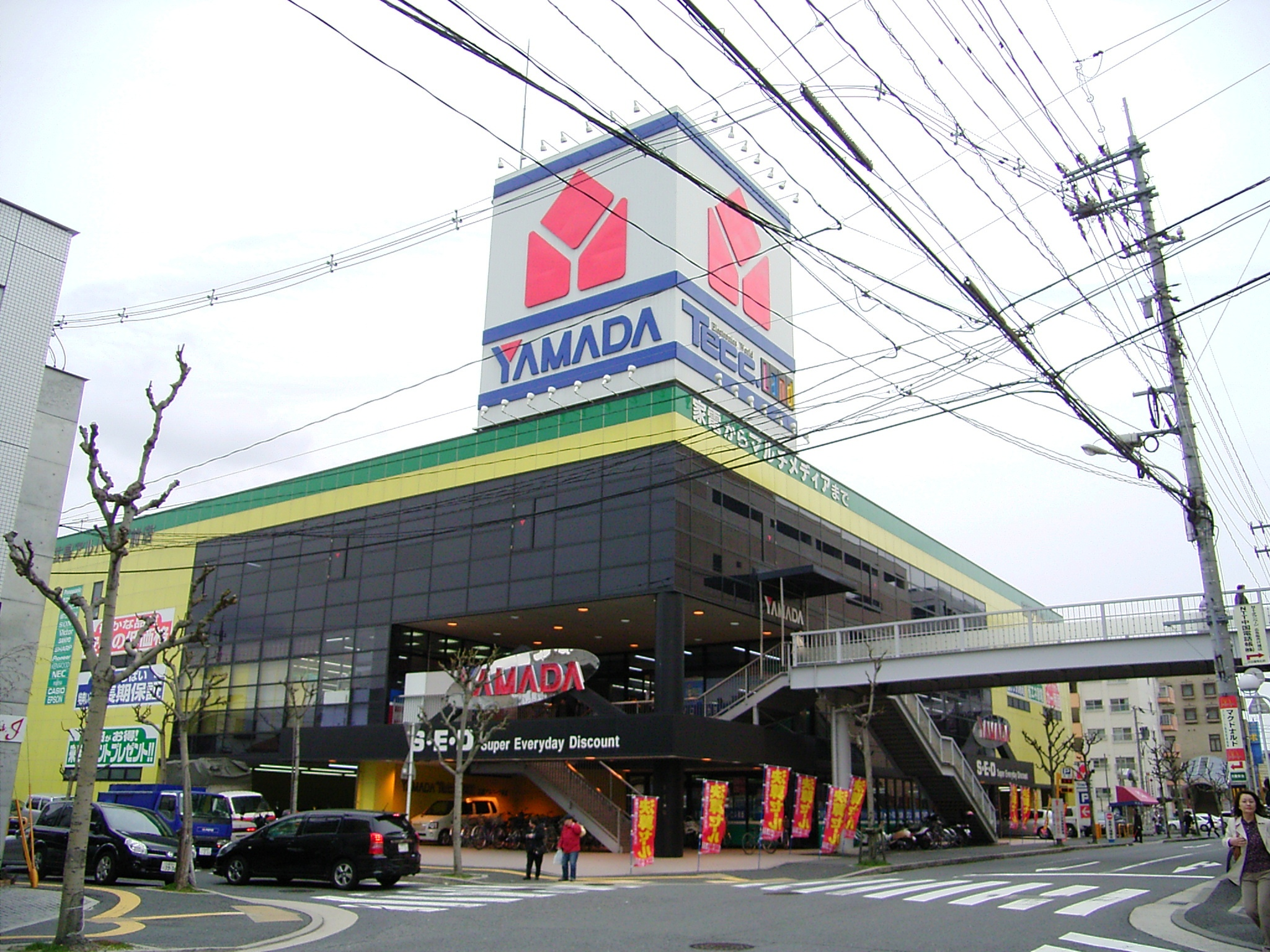
広島アルパーク店（以前の標準的店舗の例）
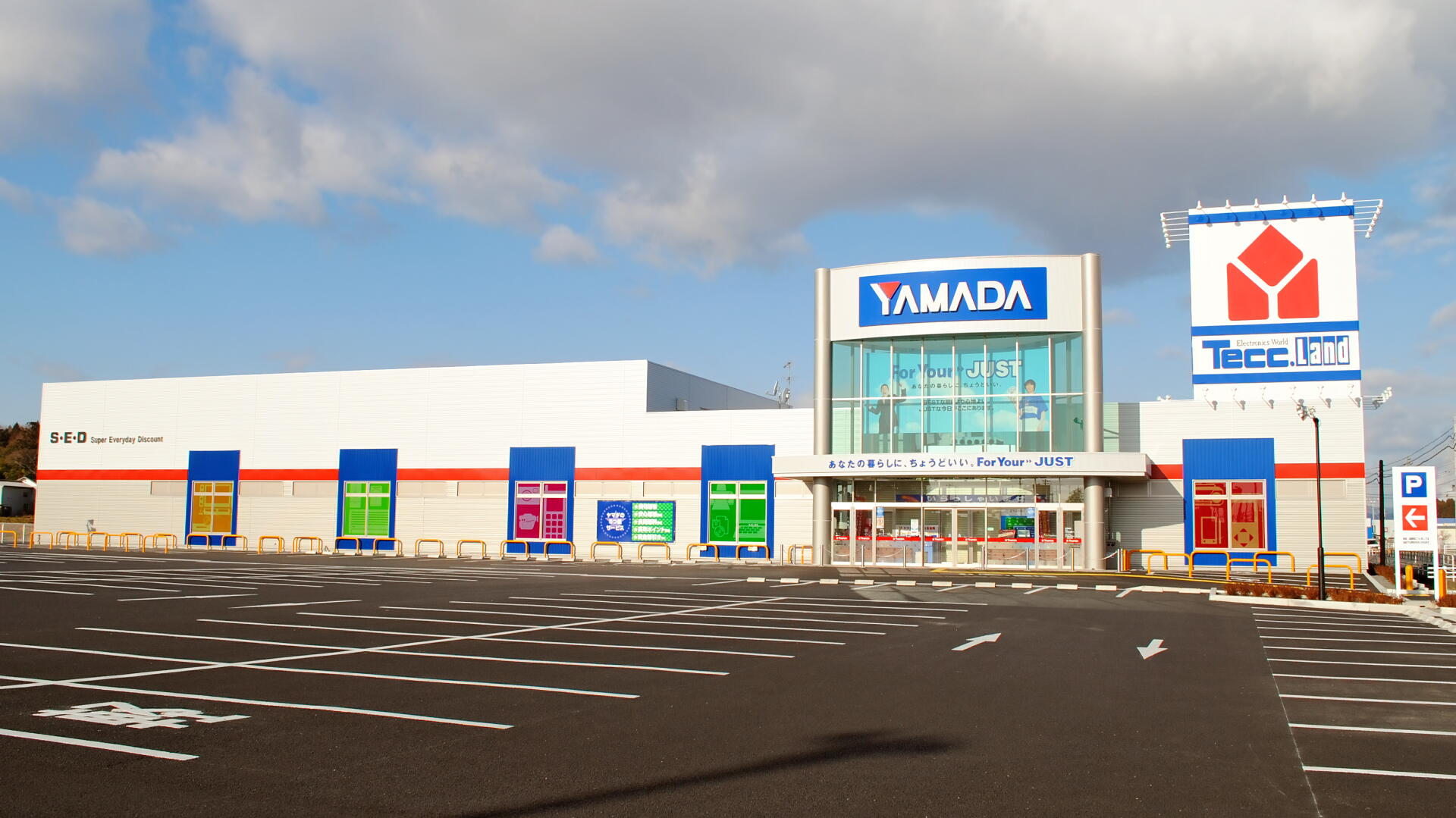
テックランド福島原町店（新しい標準的店舗の例）
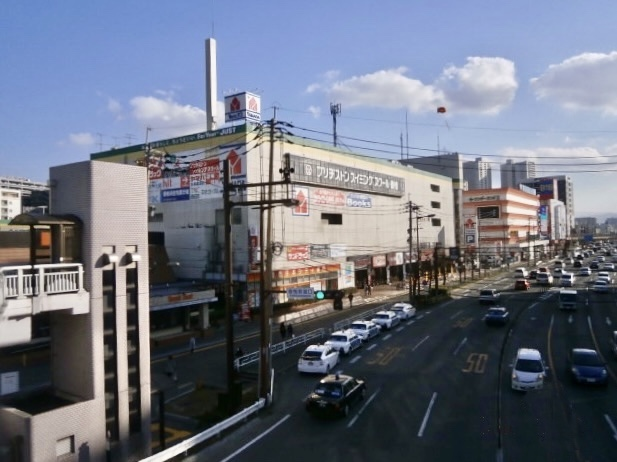
テックランド福岡香椎本店（ダイエーからの居抜き店舗の例）
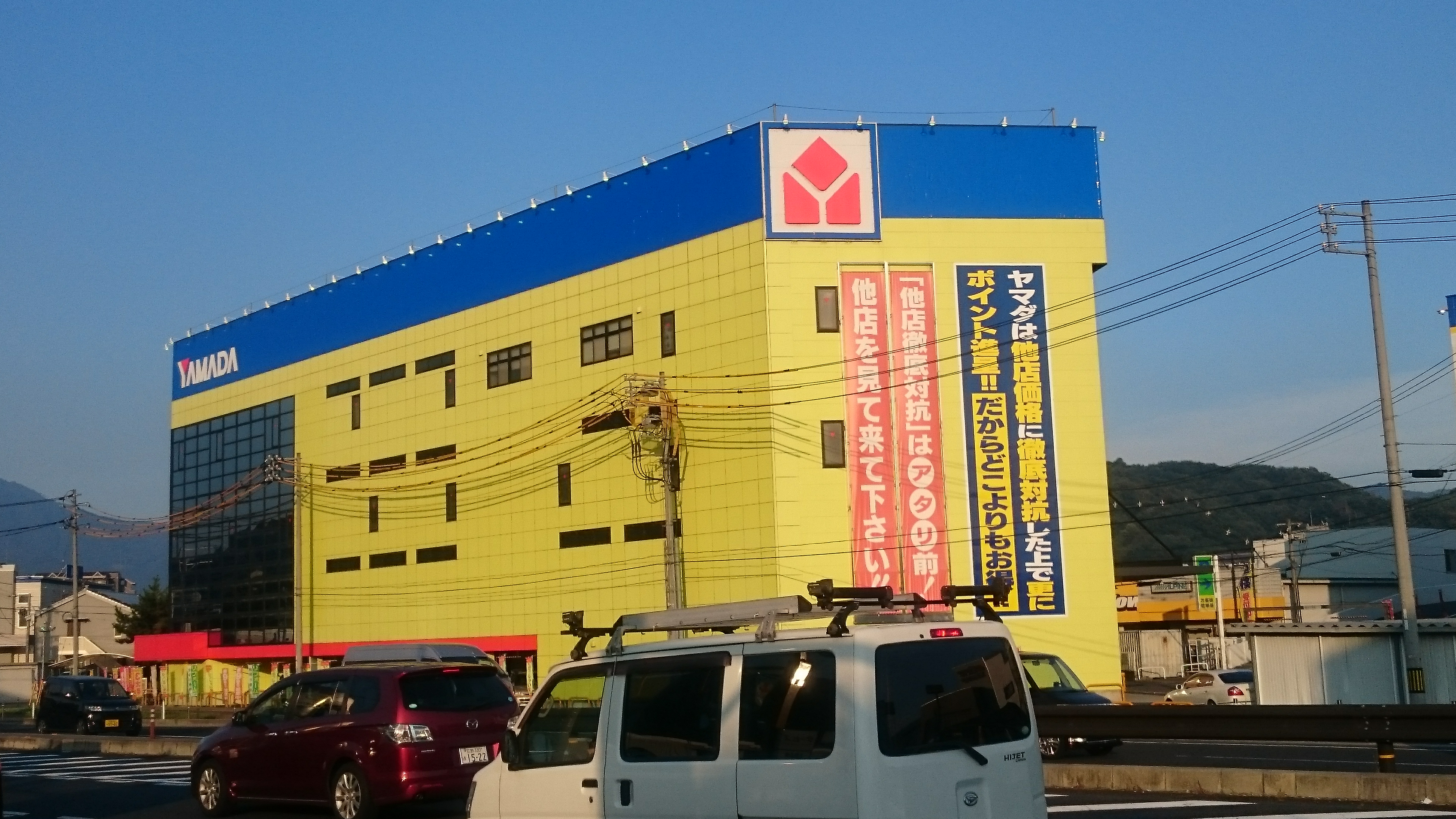
テックランド広島八木店（カラー変更の例）
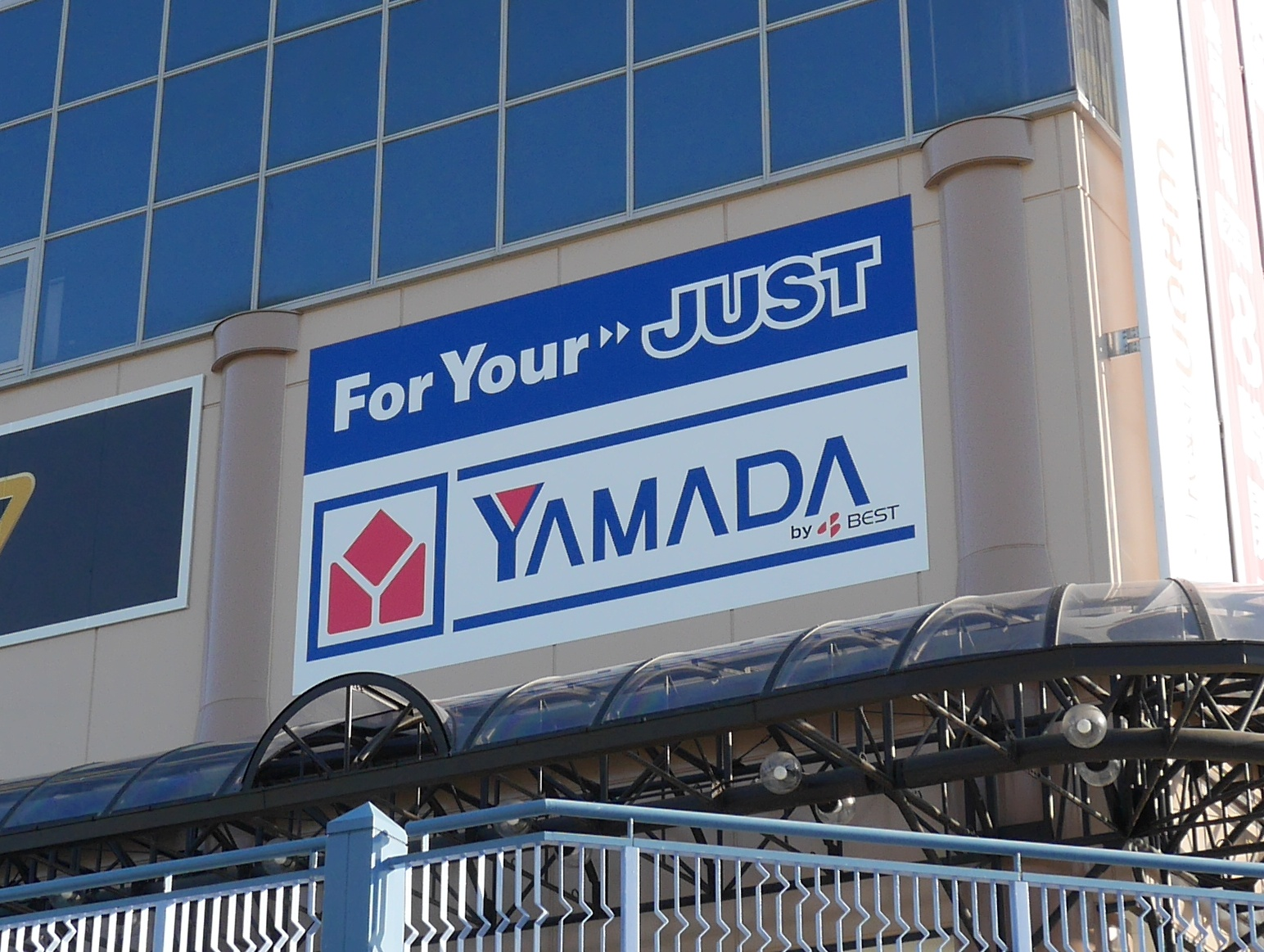
テックランドイオン新浦安店の看板 （「YAMADA」ロゴの右下に小さく「by BEST」の表記がある）

LABI（LABI / LABI1）
カメラ系家電量販店が立地する都心部ターミナル駅前への出店にあたり、新たに立ち上げた都市型大規模店舗。基本的に都心部の商業ビルをほぼ丸ごと借り上げる形で展開する。LABIは「LIFE ABILITY SUPPLY」の造語。特に規模が大きい高崎、池袋、なんばの3店舗はLABI1と付けられている。
全棟借り上げでなく、一部にテナントとして入居する店舗の場合はLABIの屋号を使用する店舗とテックランドの屋号を使用する店舗が混在する。
2004年6月11日に実験店として都市型店舗「テックランド広島中央本店」（ウィズワンダーランド跡。天満屋八丁堀ビルへの移転時にLABIに鞍替えし閉店）を開店させ、その結果をもとに2006年3月10日に1号店「LABI1なんば」（なんばパークス南隣）を出店、以後9都府県に21店舗を展開している。
百貨店の居抜きや同業他社のM&Aによる店舗買収による出店が多い。水戸店をケーズホールディングス本社の向かいに建てるなど、同業他社を強く意識した出店戦略を採っているが、水戸店は閉鎖された。
2008年7月11日に開店した「LABI1高崎」は、本社を併設した自社ビルを新築して出店している（本社移転日は同年7月1日）。創業の地である前橋市を離れることについて、一宮浩二副社長は2005年の高崎移転発表時の記者会見で、本社からの交通の利便性の向上を理由に挙げ「創業の地を離れるのは残念だが、1分1秒を争う戦いをしている以上、宿命ともいえる選択だった」と語っている。近接する場所に高崎が創業の地であるビックカメラ高崎東口店が立地している。
2009年10月30日に開店した「LABI1日本総本店池袋」（三越池袋店跡・ビックカメラ隣）は「今迄の家電量販店の枠にとらわれない総合流通化の実現」を謳い、レストランフロアやフットサルコートなどと同居した都市型店舗の集大成と位置付けられている。元来池袋は2007年7月13日に開店した3号店「LABI池袋」があったが、これをモバイル機器・ホビーの専門店（池袋モバイルドリーム館、日本総本店の別館扱い）に改装している。
テックランドからの鞍替え例として、広島店と大船店と自由が丘店が挙げられる。
2021年6月まで星電社が運営していた三宮のほかは全て開店当初から直営店だが、新橋店は以前キムラヤ（現：イーウェルネス）が運営していた。

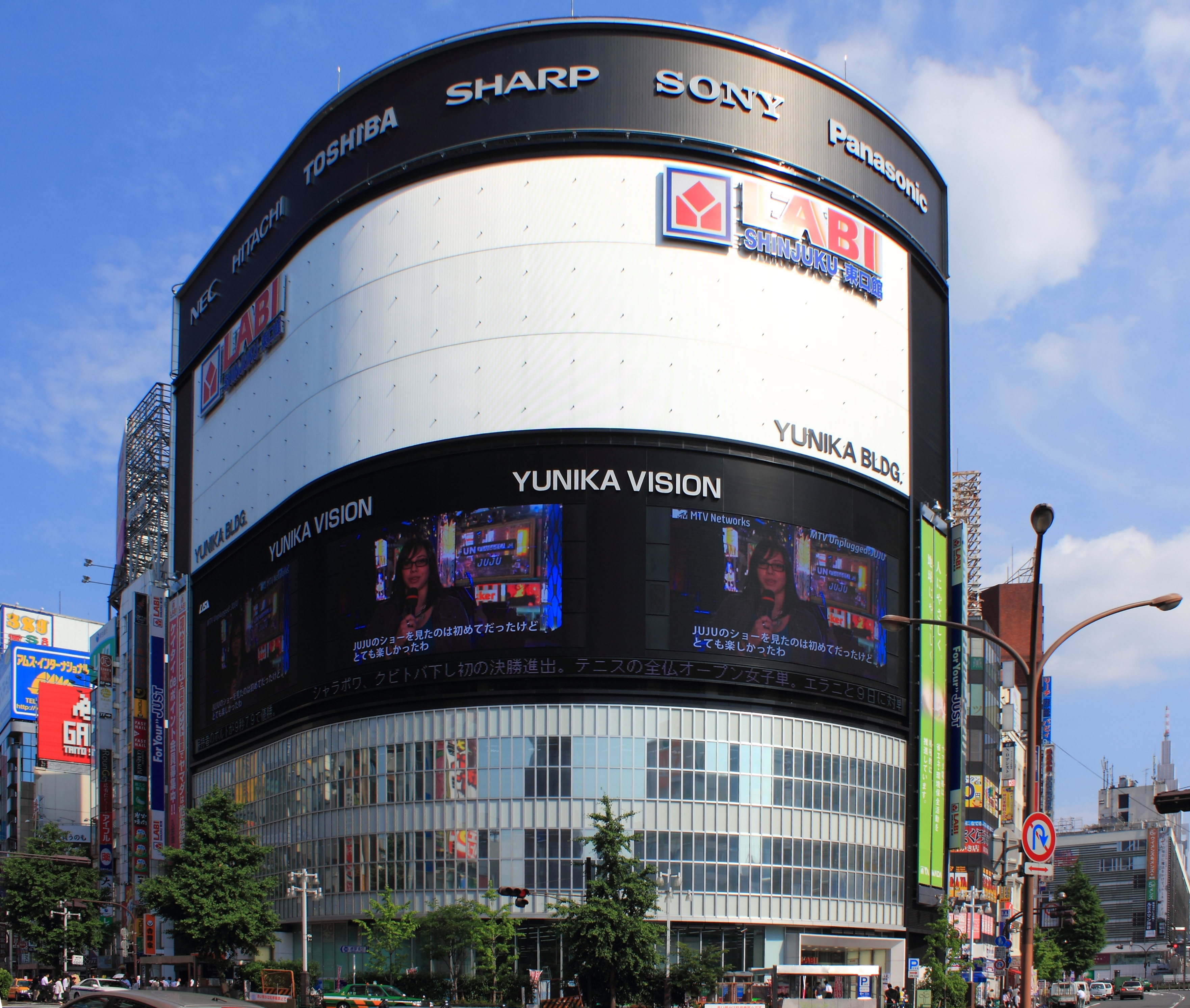
LABI新宿東口館（新宿ユニカビル、2020年10月に閉店し、2022年春にアルペングループ運営の「Alpen TOKYO」としてオープン）
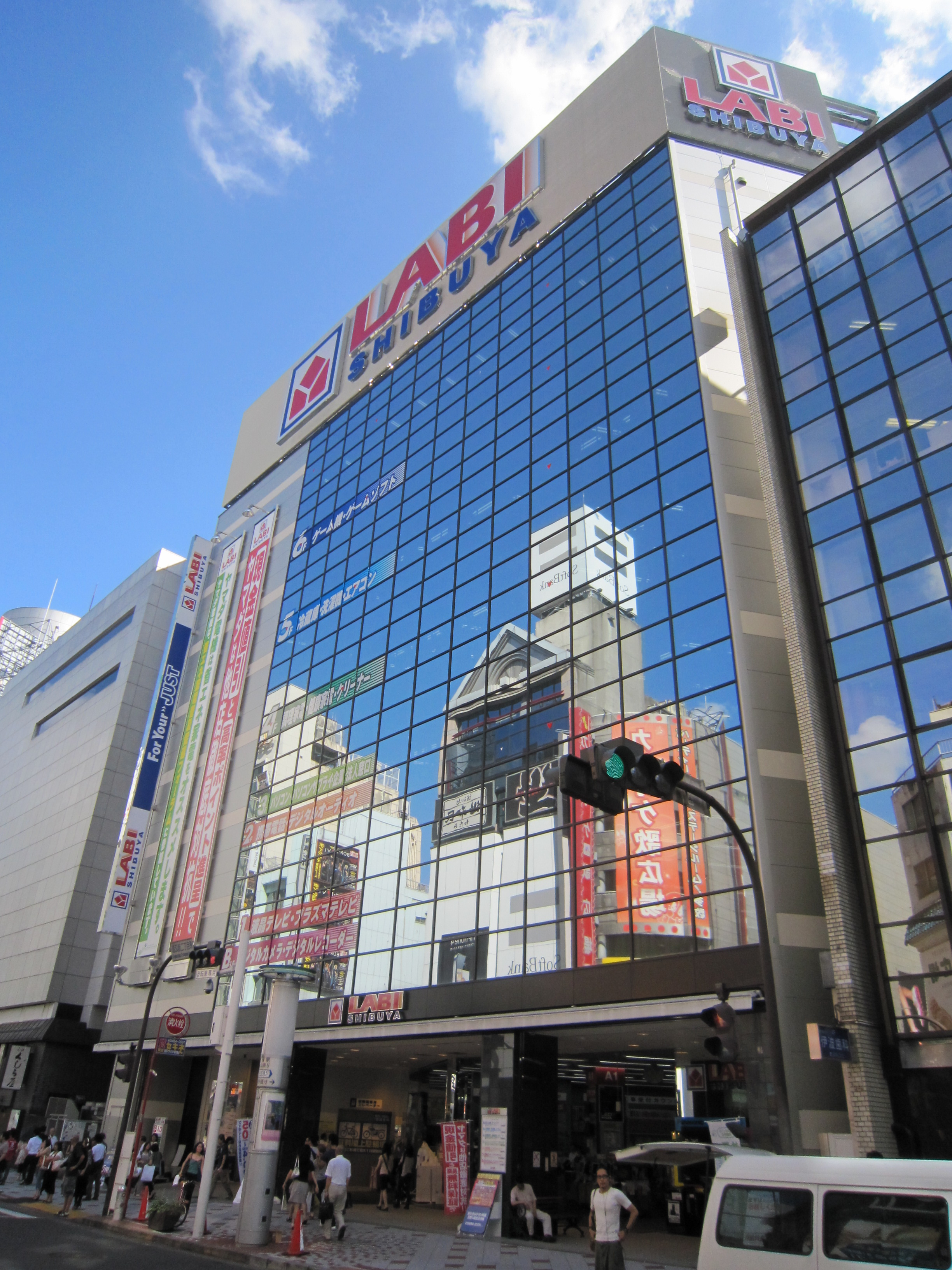
LABI渋谷店
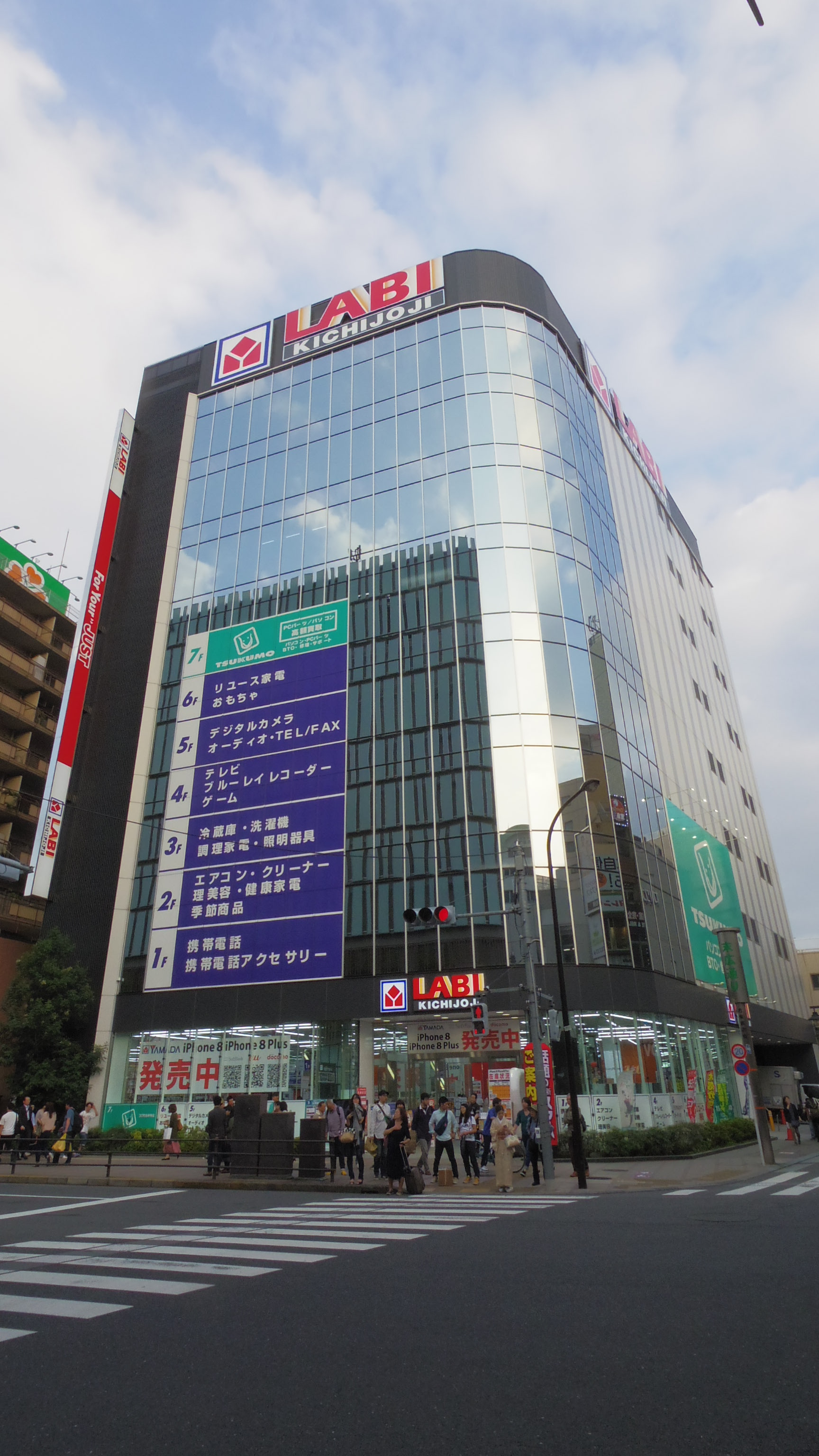
LABI吉祥寺
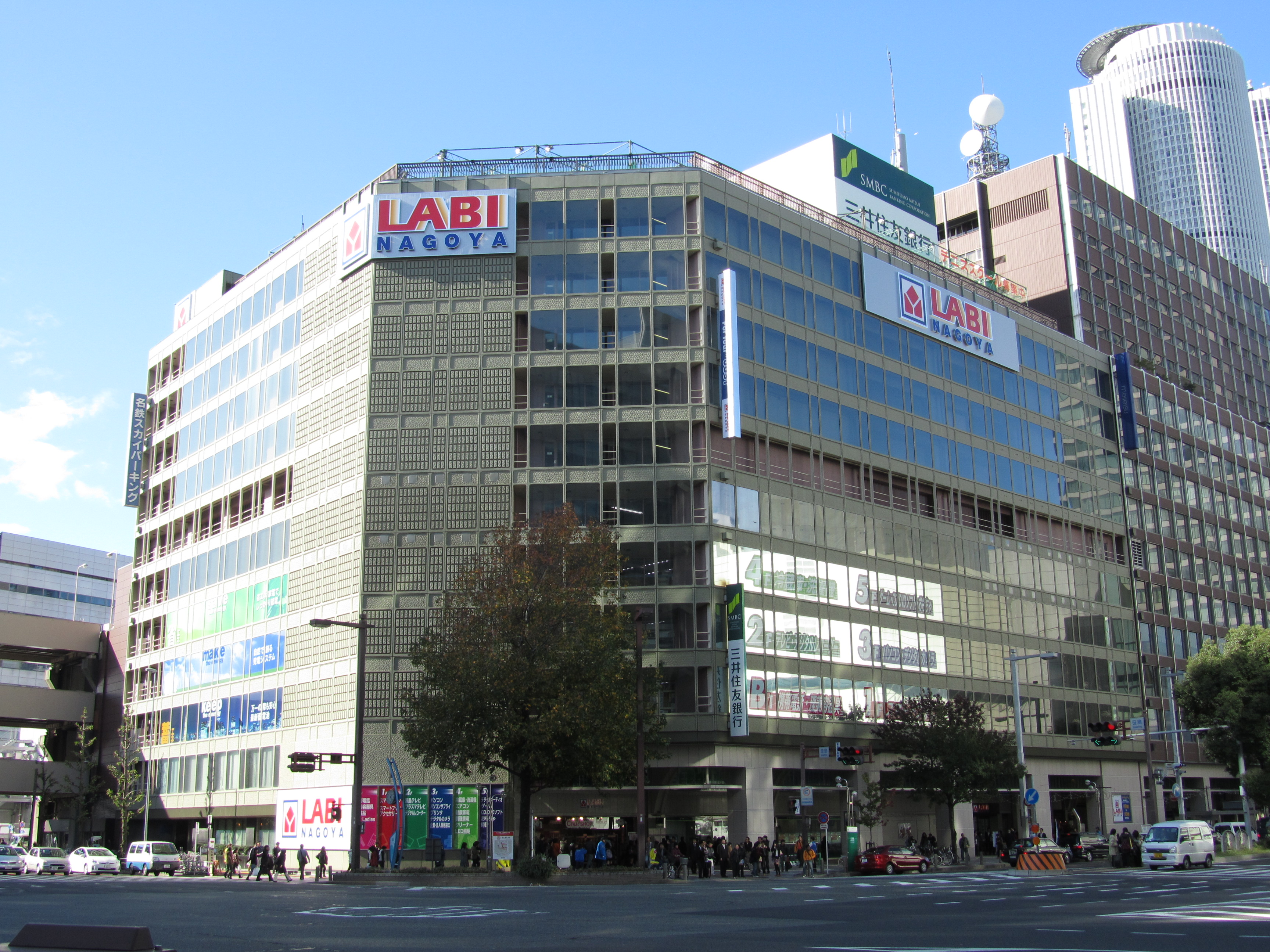
LABI名古屋
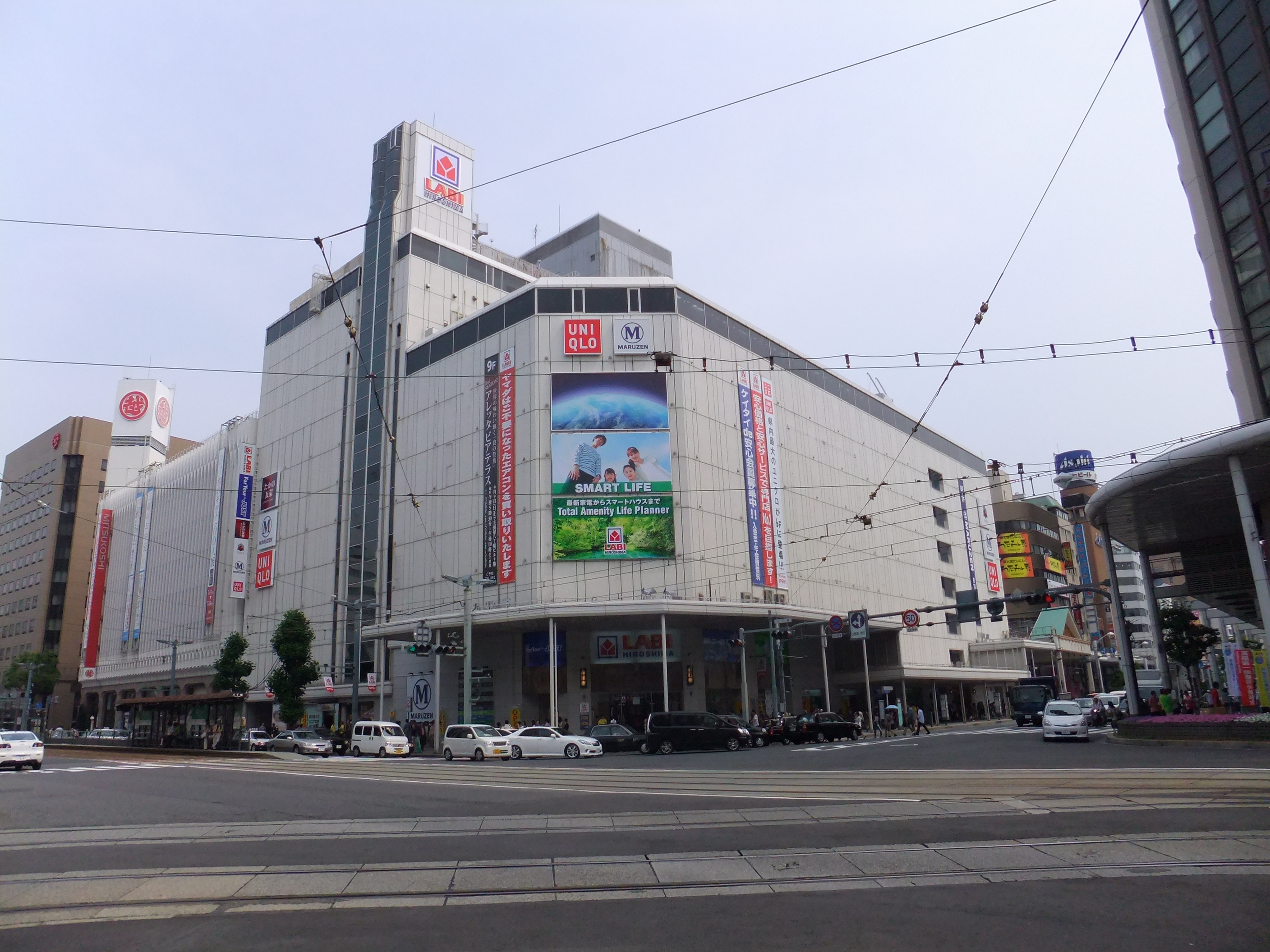
LABI広島（天満屋八丁堀ビル）
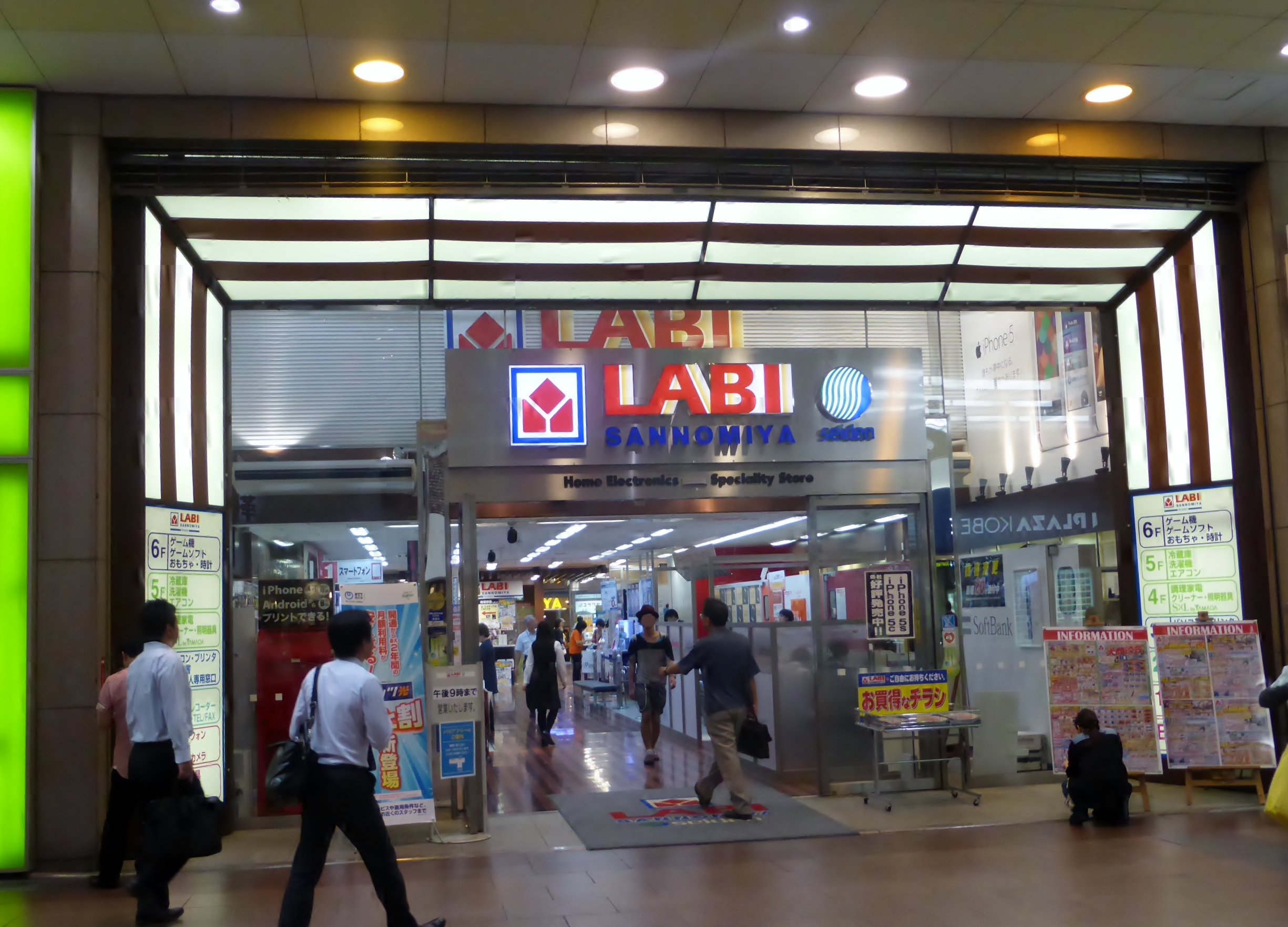
LABI三宮（星電社FC店舗）

ヤマダアウトレット
各店の旧モデル在庫品や展示使用品、中古家電を取り扱う。
既存のテックランド店かLABI店からの業態転換が大半であるが、閉店してからこの業態で再進出した店舗や、香川県のさぬき長尾店（2022年2月4日開店）などの新規店舗、北海道の旭川店（2022年2月11日に家電住まいる館×YAMADA web.com 旭川店〈現Tecc LIFE SELECT旭川店〉から独立し、移転開業）など店舗内業態（インショップ）から単独店へ移行した店舗、広島県のアルパーク前店（2022年5月6日に旧テックランドアルパーク前店跡に開店）など玩具を扱うホビー館との一体型店舗もある。一部店舗はグループ会社のシーアイシーが提携するDon Don upがインショップ形式で出店している。
家電住まいる館YAMADA
2017年より展開されている。家電製品のほかソファやベッドなどの家具、キッチン用品などの住宅関連商品を取り揃えており、リフォームや不動産コーナー、カフェが併設されている店舗も存在する。
店内はテックランド店などとは異なり、フロア全体がダウンライト照明になっており、先述のテーマソングも流れていない。
YAMADA web.com
旧・YAMADAホールセール。インターネット通信販売のサービスを冠した業態。通常のテックランドの2倍のアイテムを備え、価格をインターネット通販とそろえているのが特徴。

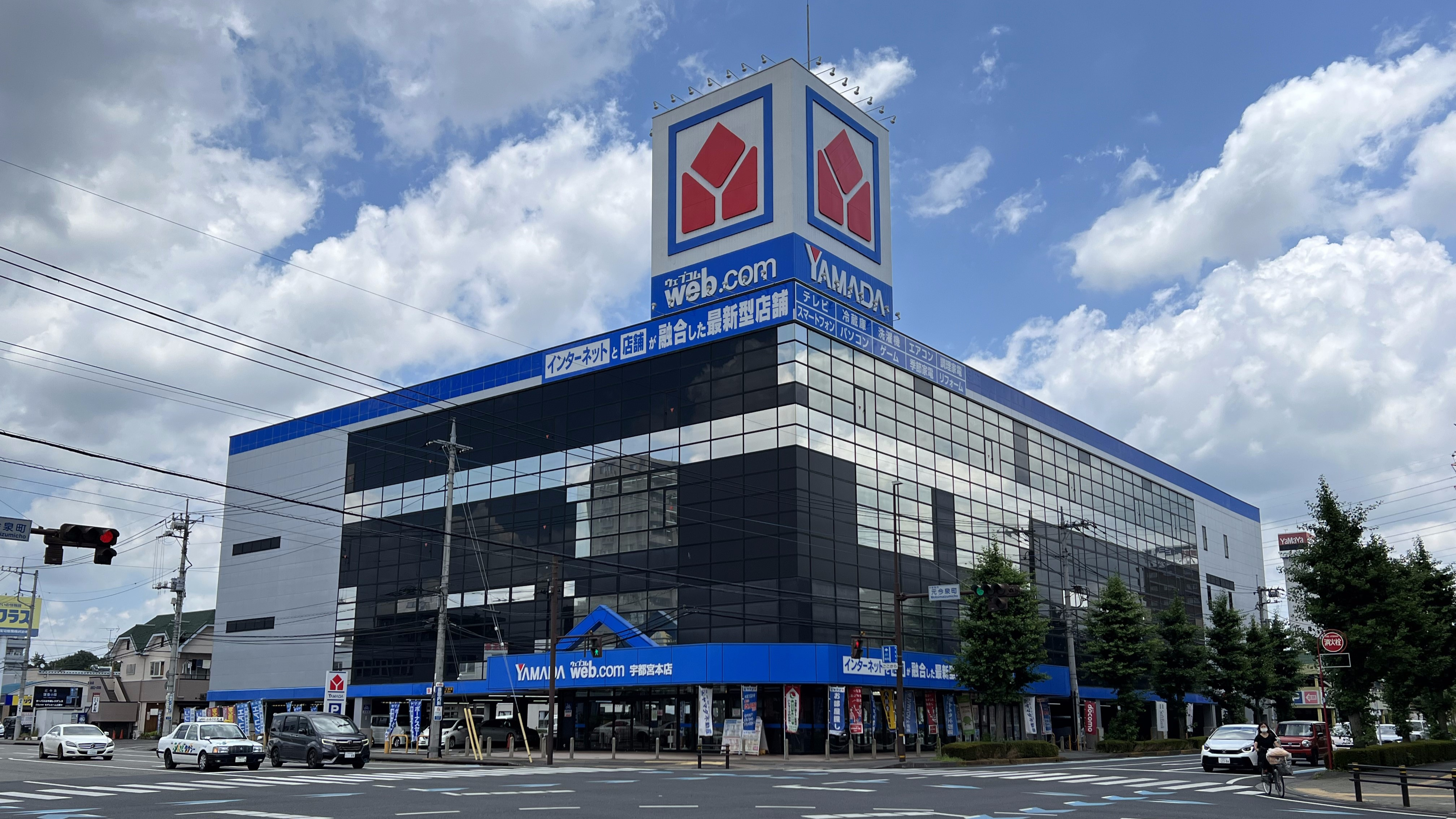
YAMADA web.com 宇都宮本店

家電住まいる館×YAMADA web.com
「家電住まいる館YAMADA」と「ヤマダウエブコム」の要素を兼ね備えたハイブリッド業態。ウェブコム店では取り扱いのない家具の取り扱いを強化している。
Tecc LIFE SELECT（テックライフセレクト）
LABI LIFE SELECT（ラビ ライフセレクト）
「Tecc LIFE SELECT」は2021年6月18日に改装オープンした熊本春日店（旧・テックランド→家電住まいる館YAMADA）から用いている業態。
既存の「家電住まいる館YAMADA」よりも売場面積を拡げ、非家電商品（家具・インテリア・生活雑貨・リフォーム・玩具など）の取り扱いを強化している。
その後、姫路本店（旧：テックランドNew姫路本店、同年6月25日開店）、札幌本店（旧：テックランド→家電住まいる館YAMADA、同年7月2日開店）、神戸本店（旧：テックランド→家電住まいる館YAMADA、同年7月16日開店）、木更津請西本店（旧：テックランドNew木更津請西本店、同年7月22日開店）、長野SBC通り店（旧：家電住まいる館YAMADA、同年9月4日開店）、加古川本店（旧：テックランドNew加古川本店→家電住まいる館YAMADA、同年10月23日開店）、徳島本店（旧：テックランド、同年11月13日開店）、春日部本店（旧：テックランド、同年12月18日開店）、港北センター店（旧：テックランドNew港北センター本店→家電住まいる館YAMADA港北センター本店、2022年2月5日開店）、盛岡本店（旧：テックランドNew盛岡本店→家電住まいる館YAMADA、2022年2月5日開店）、旭川店（旧：テックランド→家電住まいる館×YAMADA web.com、2022年3月11日開店）、高知本店（旧：テックランドNew高知本店→家電住まいる館YAMADA、2022年4月29日開店）、高松春日本店（旧：テックランド、2022年6月11日開店）、清田店（旧：テックランド→家電住まいる館YAMADA→家電住まいる館×YAMADA web.com、2022年6月25日開店）、松本本店（旧：テックランド→家電住まいる館YAMADA、2022年7月2日開店）、函館本店（旧：家電住まいる館YAMADA、2022年7月30日開店）のように順次、既存店舗からの改装によりオープンしている。新規店舗もあり、2021年10月29日にホームセンタームサシ久喜菖蒲店の2階にムサシ久喜菖蒲店、2022年2月25日にスーパービバホーム一宮店の2階にNew一宮店、同年11月3日に仙台あすと長町店（宮城県1号店）を順次オープンしている。2022年4月22日に、広島県のテックランドアルパーク前店（現：ヤマダアウトレット&ホビー館アルパーク前店）がアルパーク西棟内に移転・業態転換し、広島アルパーク店としてオープン。2022年11月時点で北海道4店舗、兵庫県3店舗、埼玉県と長野県に各2店舗ずつ、岩手県・宮城県・千葉県・神奈川県・愛知県・広島県・高知県・香川県・徳島県・熊本県に各1店舗ずつ展開している。
同じ「LIFE SELECT」を名乗る類似業態として、都市型大規模業態「LABI」を冠した「LABI LIFE SELECT」もあり、既存店からの改装店舗となる群馬県の高崎（LABI1店舗）、東京都の自由が丘・池袋・品川大井町（池袋はLABI1店舗で、2021年12月11日に日本総本店池袋から店舗名も変更、品川大井町は2022年3月5日にLABIから業態転換）、大阪府のなんばと千里（なんばはLABI1店舗で、2022年6月4日に改装。千里は2022年8月27日に改装）の6店舗。新規店舗となる東京都の立川（2016年11月18日開店）と神奈川県の茅ヶ崎（2021年11月26日開店）の2店舗の計8店舗が該当する。

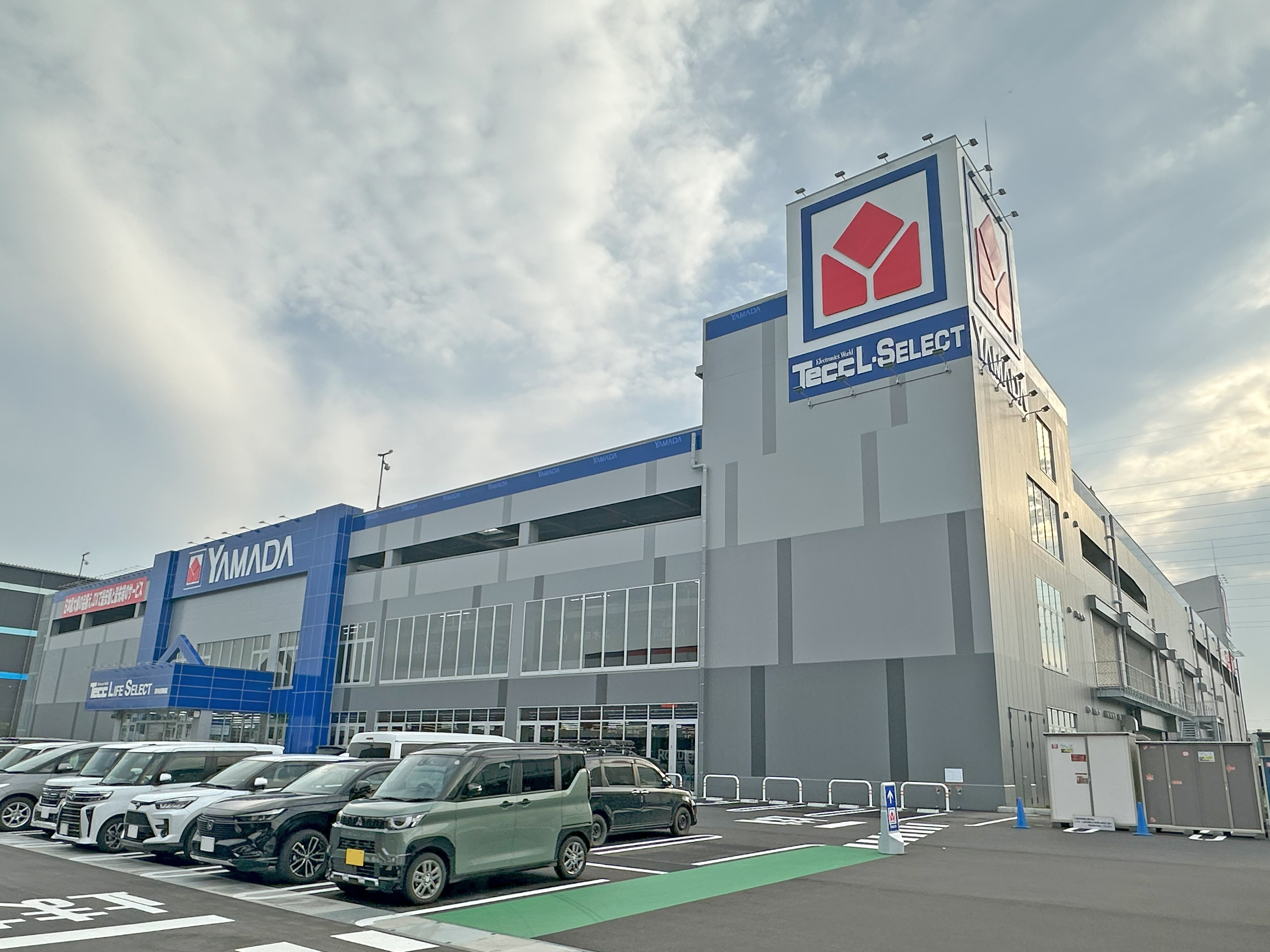
Tecc LIFE SELECT 茨木目垣店
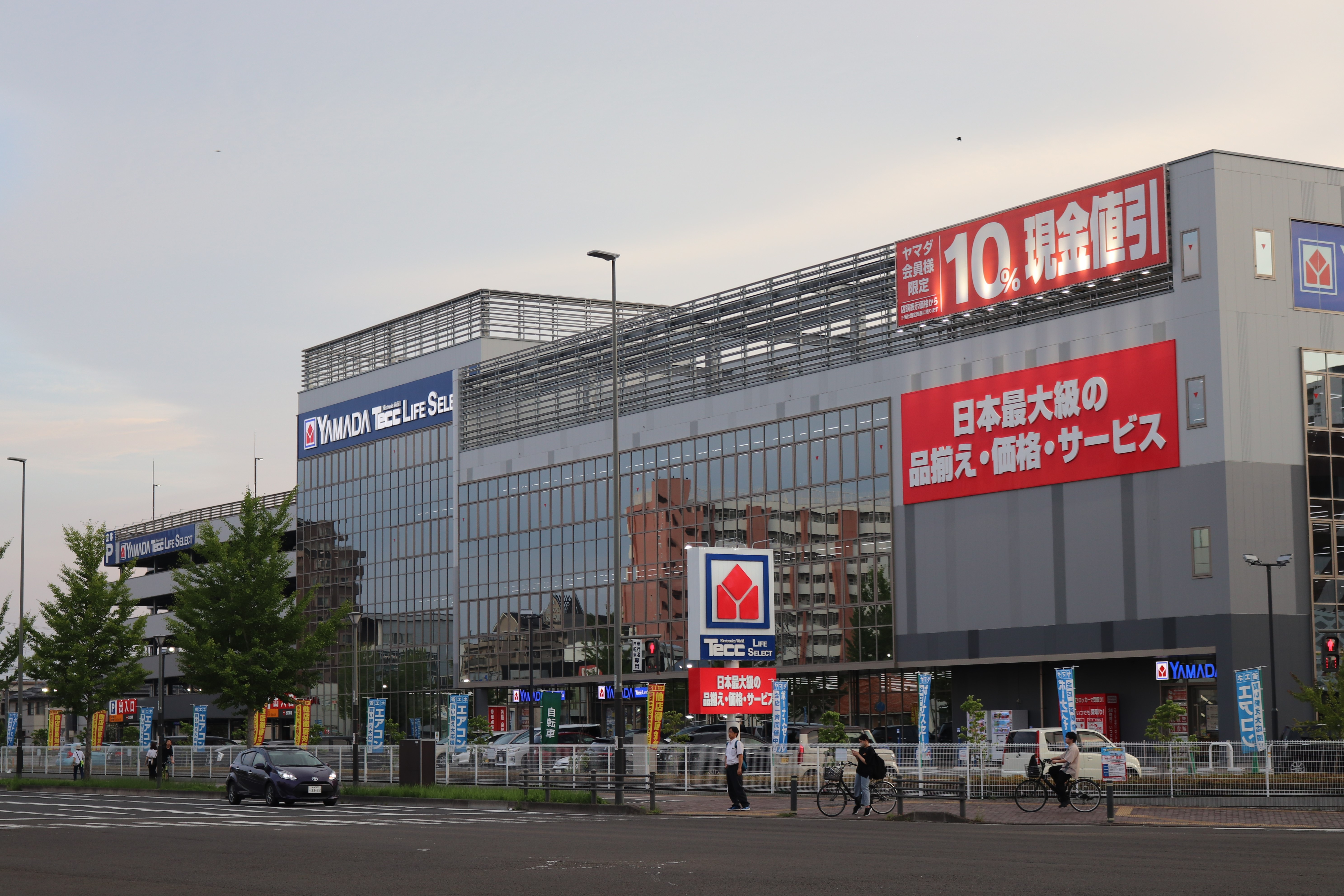
Tecc LIFE SELECT 仙台あすと長町店
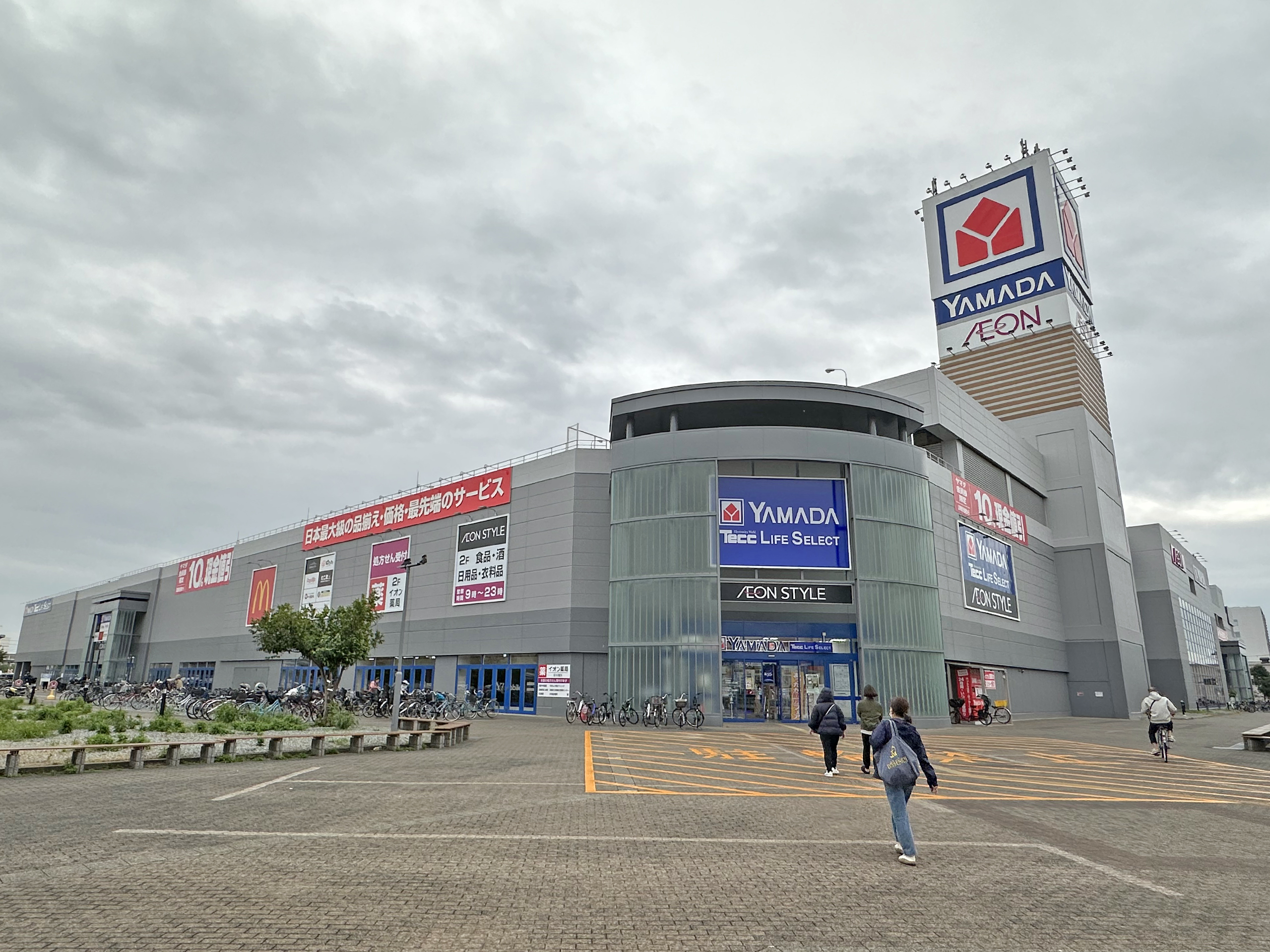
Tecc LIFE SELECT 尼崎店 （イオンとの複合店舗）
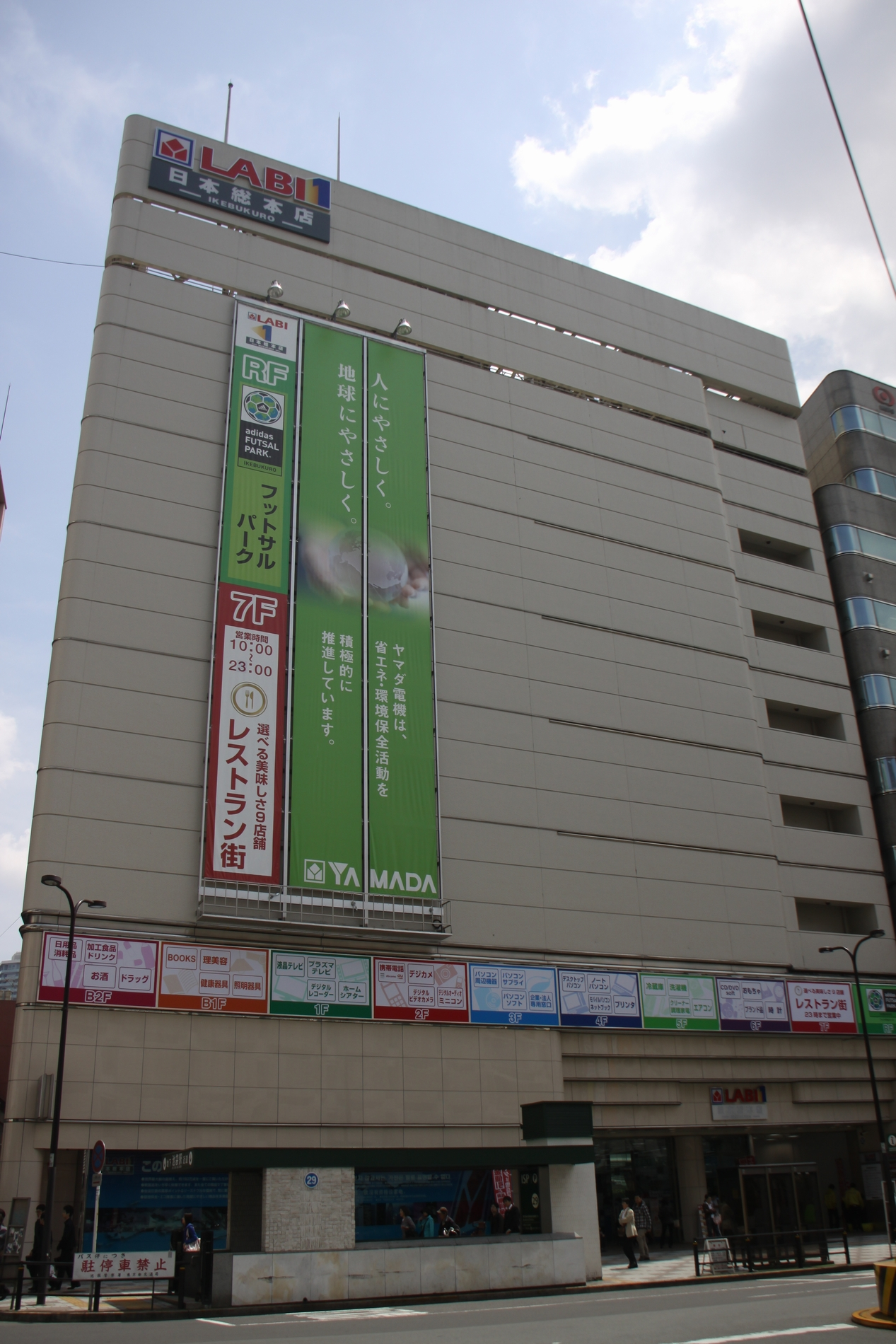
LABI1 LIFE SELECT池袋 （旧：LABI1日本総本店池袋）
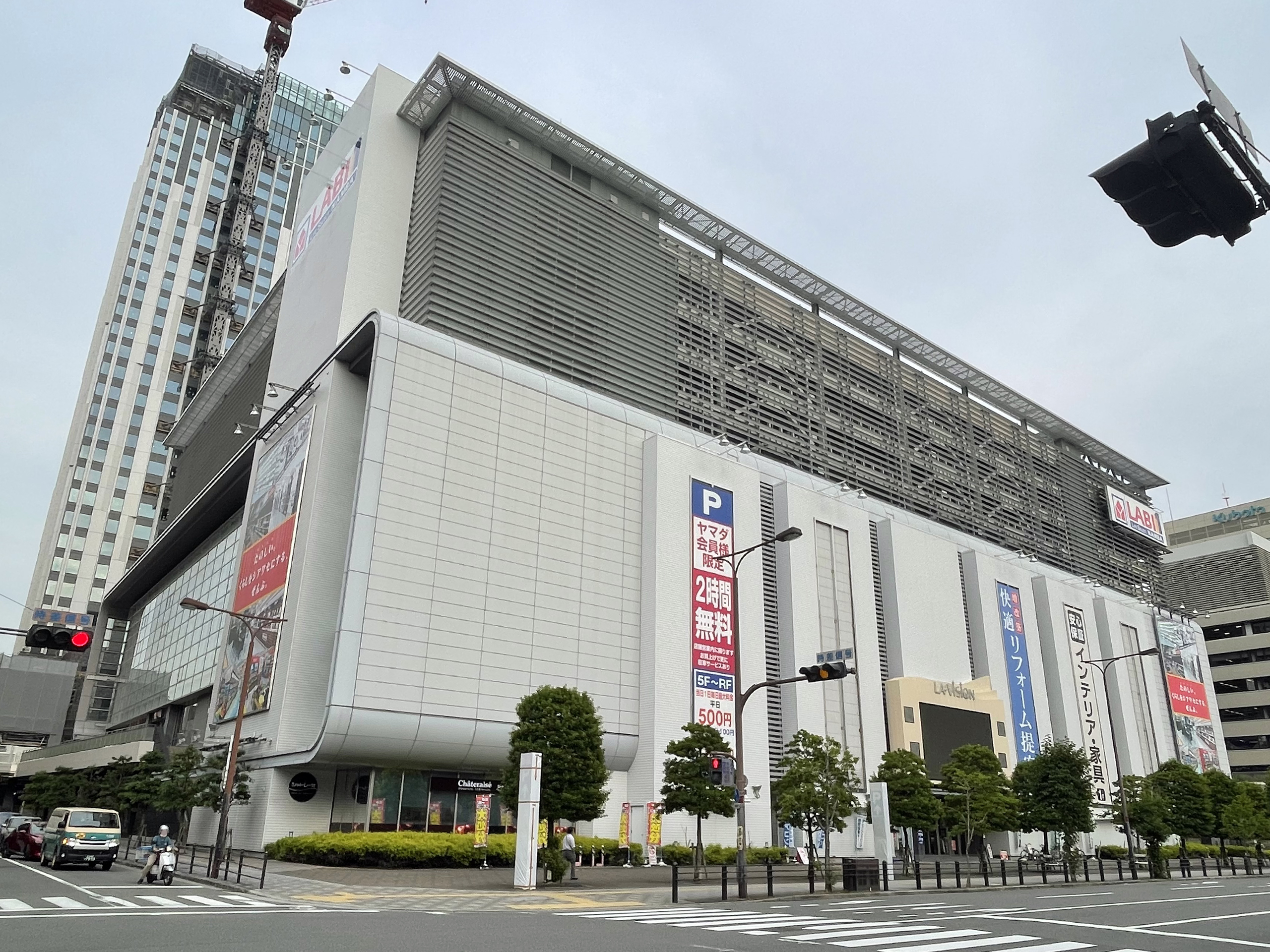
LABI1 LIFE SELECTなんば （旧：LABI1なんば、都心型店舗の1号店）

九十九電機（TSUKUMO）
2021年7月のグループ再編の際、株式会社Project Whiteから継承した自作パソコンやPCパーツなどを専門とする業態。継承時点で、北海道・東京都・愛知県・大阪府・福岡県に9店舗を展開している。
- TSUKUMO eX.
（東京都千代田区）

ベスト電器
2021年7月のグループ再編の際、株式会社ベスト電器から継承した総合家電販売業態。日本国内に40都道府県を出店しているほか、マレーシア・シンガポール・インドネシアにも出店している。
- ベスト電器福岡本店
（福岡県福岡市中央区）

マツヤデンキ
2021年7月のグループ再編の際、株式会社マツヤデンキから継承した総合家電販売業態。継承時点で26都道府県に展開している。
- マツヤデンキ泉尾店
（大阪府大阪市大正区）
「YAMADA GROUP」ロゴ看板が掲示されている

Caden
「マツヤデンキ」と同様、2021年7月のグループ再編の際に株式会社マツヤデンキから継承した業態。大阪府に展開している。
大塚家具（IDC OTSUKA）
2022年5月1日の合併に伴って株式会社大塚家具から継承された家具・インテリアなどを専門とする業態。対外的に「IDC OTSUKA」の名称を用いている。合併時点で直営店舗11店舗（東京都3店舗、神奈川県・大阪府各2店舗、千葉県・愛知県・兵庫県・福岡県各1店舗）、提携店3店舗（埼玉県・山梨県・広島県各1店舗ずつ）の計14店舗を運営している。
前述したテックランド、家電住まいる館YAMADA、YAMADA web.com、家電住まいる館×YAMADA web.com、Tecc LIFE SELECT/LABI LIFE SELECTに大塚家具の商品を取り扱う店舗も存在する。
- 有明ショールーム
- 新宿ショールーム
- 横浜みなとみらいショールーム
- 名古屋栄ショールーム
- 大阪南港ショールーム
- 福岡ショールーム

### その他
シャトレーゼのフランチャイズにヤマダデンキが加盟し、一部店舗でシャトレーゼを運営するほか、グループ関連会社が『コスモスベリーズ』（コスモスベリーズ）、『再楽館』『再楽リプラス』（シー・アイ・シー）を運営している。

### かつて展開していた業態
標準店
2000年代の初頭においてはテックランドを家電とデジタル家電を融合した複合店と位置づけ、他の店舗はテックランドと付かない標準店とされていた。
その後標準店の閉鎖が続き現在ではテックランドが標準店と位置づけられている。
ダイクマ
詳細は当該項目を参照。
デジタル21
デジタル家電とDVDなどのソフトを組み合わせた業態。ポイントカードの実験店としても運営されていた。
ヤマダモバイル
旧・テックサイト（Tecc.site）。携帯電話及びモバイルコンピューティング専門の小規模店舗で、東京周辺に展開されていた。
ELENTA
ギフトや生活用品を取り扱う業態。路面店はなくすべての店舗がテックランドやLABIにインショップ出店していた。

## 過去に存在した店舗
本項では「ヤマダ」の屋号で閉店し過去に存在した店舗について述べる。
- ●はダイクマから転換した店舗
- ▲はサトームセンから転換した店舗
- ■はベスト電器から転換した店舗
- ※はマツヤデンキから転換した店舗
- ♡はせいでんから転換した店舗
- ★は移転・建て替えをして再開業した店舗

### 北海道
- テックランド札幌栄町店★（札幌市東区北42条東16丁目1-5、2006年5月閉店[51])
- テックランド手稲店★（札幌市手稲区前田4条7丁目1-1、2007年2月12日閉店）
- テックランド深川店（深川市北光町3-2-61、2013年11月4日閉店[52]）
- テックランド静内店（日高郡新ひだか町静内木場町1-1-125、2013年11月4日閉店[52]）
- テックランド紋別店（紋別市落石町2-30-3、2013年11月4日閉店[52]）
- テックランド北見店★ (北見市中央三輪8-2-10、2014年8月閉店）
- テックランド稚内店※ (稚内市朝日2-1-15、2015年5月31日閉店[53]）
- テックランド中標津店（標津郡中標津町桜ヶ丘3-4-11、2015年5月31日閉店[53]）
- テックランド帯広イーストモール店■ (帯広市東4条南16丁目6、2015年7月26日閉店[54])
- テックランド留萌店※ (留萌市潮静町2-56、2016年1月31日閉店）
- テックランド小樽店※★ (小樽市築港8-11、2018年5月閉店）
- テックランド札幌北33条店■★ (札幌市北区北33条西5丁目120-1、2024年1月28日閉店[55]）
跡地はテックランドNew札幌北33条店が2025年10月頃開店予定[56][57][58]。
- テックランド網走店★　(網走市つくしケ丘4-2-1、2024年9月29日閉店)
近隣に存在し、2023年12月31日に閉店していたベスト電器網走店をテックランドNew網走店としてリニューアルをして移転のために閉店。
- アウトレット恵庭店★（恵庭市北柏木町2丁目16-18[59]、2025年2月2日閉店予定）
2013年11月15日テックランドとして開店。2021年10月31日に閉店し、11月26日、アウトレットに業態転換[60]。テックランドNew恵庭店を2025年3月下旬頃にオープンさせることに伴い閉店[61]。
- テックランド釧路店★ (釧路市昭和中央3-20-1、2025年7月6日閉店[62])
- アウトレット函館店■ (函館市昭和1-29-3 函館昭和タウンプラザA棟、2025年7月13日閉店[63])

### 青森県
- テックランド浪岡店（青森市浪岡大字浪岡字松嶋15、2015年5月31日閉店）
- テックランド十和田店★ (十和田市穂並町13-9、2023年6月26日閉店）

### 秋田県
- テックランド北秋田店（北秋田市栄字中綱20、2015年5月31日閉店）
- テックランド男鹿店（男鹿市脇本脇本字石舘46-1、2015年5月31日閉店）

### 岩手県
- テックランド花巻店★（花巻市下似内第17地割91、2015年5月31日閉店）
- テックランド久慈店（久慈市長内町第34地割51-1、2015年5月31日閉店）
- テックランド一関店★ (一関市山目字大槻32、2023年11月5日閉店）
- テックランド紫波店★（紫波郡紫波町桜町字大坪110-1、2025年2月2日閉店）

### 宮城県
- テックランド栗原築館店（栗原市築舘宮野中央1-4-5、2015年5月31日閉店）
- テックランド古川店★→アウトレット古川店（大崎市古川字青塚70-2、2023年12月31日閉店）
- LABI仙台 (仙台市青葉区中央3-6-1、2025年7月13日閉店[64])

### 山形県
- テックランド東根店★ (東根市中央3-1-2）
- テックランド酒田店★ (酒田市日の出町1-1-1）
- テックランド尾花沢店（尾花沢市大字尾花沢1641-5、2013年11月4日閉店）
- テックランド鶴岡店★ (鶴岡市文下字広野34-1、2015年5月24日閉店）
- テックランド寒河江店★ (寒河江市新山1-33、2015年5月31日閉店）
- テックランド南陽店（南陽市赤湯字川尻3044-1、2015年5月31日閉店）

### 福島県
- テックランド郡山店★ (郡山市香久池2-4-6、2010年11月15日閉店[65])
- テックランド喜多方店（喜多方市塩川町新江木字上の台9-1、2015年5月31日閉店）
- テックランド会津若松店★　(会津若松市町北町大字上荒久田字村北110-1、2024年8月11日閉店)
テックランドNew会津若松店として移転のため閉店。
- アウトレット郡山店 (郡山市香久池2-4-6、2025年3月30日閉店[66][67])

### 茨城県
- テックランド友部店（笠間市美原1-5-30、2009年8月閉店[68])
- テックランド神栖店（神栖市筒井1470-4、2015年5月24日閉店[69])
- LABI水戸 (水戸市宮町1-7-33、2015年5月31日閉店[69])
- テックランド牛久店（牛久市柏田町3040、2015年5月31日閉店[70])
- テックランド土浦店（土浦市上高津360、2015年5月31日閉店[71])
- テックランド日立金沢店（日立市金沢町2-1-1、2015年5月31日閉店[69])
- テックランド桜川店（桜川市友部765-1、2015年5月31日閉店[69])
- テックランドつくばみらい店★ (つくばみらい市小絹120、2015年5月31日閉店[69])
- テックランド笠間店（笠間市金井18-1、2015年6月30日閉店[69])
- テックランド行方店（行方市玉造甲1017-1、2015年6月30日閉店[69])
- テックランド稲敷店（稲敷市西代1543-2、2015年6月30日閉店[69])
- テックランド石岡店★→アウトレット石岡店（石岡市東石岡1-1-36、2023年12月31日閉店）
- テックランド日立店★テックランドNew日立店（日立市滑川町2-4-1、2024年6月9日閉店[72][73][74]）

### 栃木県
- テックランド日光店（日光市豊田25-1、2015年6月30日閉店）

### 群馬県
- テックランド本店★ (前橋市日吉町4-40-11）
- 緑町店（高崎市緑町4-3-1）
- 沼田店★ (沼田市桜町2075-5）
- テックランド富岡店★ (富岡市富岡2266-1）
- テックランド藤岡店★ (藤岡市中栗須26-1）
- テックランド桐生西店★ (みどり市笠懸町鹿4367-5、2009年6月30日閉店）[75]
- テックランド前橋本店→ヤマダ再楽館前橋店→ヤマダアウトレット館前橋店→インテリアリフォームヤマダ前橋店★ (前橋市日吉町4-37-1、2023年3月20日閉店）
- リングス沼田店→テックランド沼田薄根店（沼田市薄根町3401、2023年11月5日閉店）

### 埼玉県
- 秩父店★ (秩父郡皆野町皆野1590-1、2008年11月3日閉店[76])
- テックランド志木駅前店▲ (新座市東北2-34-28、2010年8月2日閉店[77])
- テックランドNew秩父店（秩父市大野原字住東937-2、2013年9月30日閉店） - エディオンへ譲渡。
- テックランド蓮田店（蓮田市東5-8-65、2015年5月31日閉店）
- テックランド越谷サンシティ店（越谷市南越谷1-2876-1、2015年7月5日閉店）
- テックランド東所沢店（所沢市大字下安松960-1、2015年9月13日閉店）
- テックランド草加店★ (草加市瀬崎1-9-1、2015年12月31日閉店）
- テックランド狭山富士見店■★ (狭山市富士見1-28-7、2023年5月21日閉店）
- テックランド狭山店★ (狭山市上奥富59-1、2023年5月21日閉店）
- テックランド羽生店★→アウトレット羽生店（羽生市下岩瀬342-1、2023年12月31日閉店）

### 千葉県
- テックランド千葉中央店（千葉市中央区千葉港3-3）
- テックランド幕張店★ (千葉市花見川区幕張本郷2-22-4、2009年3月29日閉店）
- テックランド松戸西口店▲ (松戸市根本4-2 ダイエー松戸西口店内、2009年9月17日閉店[78])
- テックランド行徳店▲ (市川市行徳駅前2-8-20 及川ビル1階、2014年1月17日閉店）
- テックランドSHOPS市川店▲★ (市川市鬼高3-28-16、2015年8月23日閉店）
- テックランド新松戸けやき通店▲ (松戸市新松戸3-2-2 ダイエー新松戸店4階、2016年1月11日閉店）
- テックランド上本郷店▲ (松戸市上本郷2617-8、2016年閉店）
- テックランド五香店▲★ (松戸市五香西2-3-1、2019年5月7日閉店）
- テックランド東金店★ (東金市田間1266-1、2020年8月30日閉店）
- テックランド市原店★（市原市五所上八幡2004-1、2024年3月17日閉店[72][79][80]）
テックランド千葉中央店として移転に伴う閉店。
- LABI津田沼★ (習志野市谷津1-16-1、2025年3月30日閉店[81])
入居するモリシア津田沼の閉館に伴う閉店[82]。Loharu津田沼2階にテックランドロハル津田沼店として移転。

### 東京都
- テックランド東久留米前沢店▲ (東久留米市前沢4-3-21、2009年10月27日閉店[83])
- テックランド葛西店▲★ (江戸川区東葛西5-1-5 第8山秀ビル1階、2011年9月26日閉店[84])
- LABI吉祥寺パソコン館★ (武蔵野市吉祥寺本町1-8-2、2014年10月5日閉店)
- テックランド永山店▲ (多摩市永山1-4-511　グリナード永山3階、2015年5月6日閉店）
- テックランドNew江東潮見店（江東区潮見2-8-16、2015年5月31日閉店）
- テックランド多摩センター店（多摩市落合2-33、2015年5月31日閉店）
- テックランド千住大橋店（足立区千住橋戸町1-13ポンテポルタ千住内、2015年6月30日閉店）
- ヤマダモバイル六本木店（港区六本木4-9-9、2015年9月6日閉店）
- テックランド碑文谷店▲ (目黒区碑文谷4-1-1 ダイエー碑文谷店7階、2015年11月30日閉店）
- テックランド赤羽北本通り店▲ (北区神谷3-12-1 ダイエー赤羽北本通り店3階、2015年11月30日閉店）
- テックランド亀戸店（江東区亀戸6-31-1サンストリート亀戸内、2016年3月31日閉店）
- テックランド東久留米店▲ (東久留米市本町3-9-15、2016年5月5日閉店）
- LABI新橋生活館→LABIアメニティ&TAX FREE新橋銀座口 (港区新橋1-12-9、2016年5月8日閉店[85])
- ヤマダモバイル高田馬場店（新宿区高田馬場2-14-5、2016年6月13日閉店）
- テックランド立川店●★ (立川市富士見町1-24-9、2016年9月25日閉店）
- テックランド南平店● (日野市南平7-7-3、2016年10月2日閉店）
- テックランド町田本店●★ (町田市旭町1-24-1、2018年4月8日閉店）
- LABI秋葉原パソコン館▲ (千代田区外神田1-15-8、2020年1月10日閉店)
2020年1月11日にはツクモ秋葉原駅前店としてリニューアルオープンした[86]がそちらも2020年8月30日に閉店となった[87]。
- LABI新宿東口館 (新宿区新宿3-23-7、2020年10月4日閉店[88])
- LABI新橋デジタル館→LABI新橋 (港区新橋2-8-8、2021年10月1日閉店[89])
- テックランドレミィ町田店（町田市原町田6-8-1 レミィ町田2階、2022年2月27日閉店）
- テックランドダイエー赤羽店★ (北区赤羽2-5-7 ダイエー赤羽店3階、2023年6月18日閉店）
入居していたダイエー赤羽店閉店に伴いイオンスタイル赤羽内にテックランドイオンスタイル赤羽店として移転のため閉店[90]。
- テックランドイオンスタイル板橋前野店★（板橋区前野町4-21-22 イオンスタイル板橋前野町内、2024年6月16日閉店[72][91][92]）
セブンタウン小豆沢内にテックランド板橋小豆沢店として移転するために閉店[93]。
- LABI池袋[94]→LABI1池袋モバイルドリーム館[95]→YAMADA池袋アウトレット・リユース&TAXFREE[96][97]→YAMADA池袋アウトレット&リユース館→YAMADA池袋2号館 (豊島区東池袋1-41-1、2025年3月30日閉店[98])
2007年7月13日に都市型大型店舗ブランドであるLABIの3号店として開業した店舗。2009年10月30日に三越池袋店跡に開業した「LABI1日本総本店池袋」開業後には複数の業態転換が行われた。　
2025年3月30日には家電量販店としての営業を終了し、同年4月26日に「IDC OTSUKA池袋ショールーム」としてリニューアルオープンした[99]。
- デジタル21足立店→テックサイト足立店→テックランドデジタル館足立店→ヤマダモバイル足立店→アウトレット足立店★ (足立区青井6-24-8、2025年6月1日閉店[100])
- テックランド三和小川店 (町田市金森4-1-2 三和小川店2階、2025年7月27日閉店[101])

### 神奈川県
- テックランド渋沢店● (秦野市平沢307-1、2009年4月3日閉店[102])
- テックランド矢部店● (相模原市中央区矢部3-3-13、2009年7月27日閉店[103])
- テックランド日野店●★ (横浜市港南区日野8-2-5、2010年4月14日閉店[104])
- テックランド綱島樽町店● (横浜市港北区樽町3-12-25、2012年1月15日閉店[105])
- アウトレット生活館いずみ中央店● (横浜市泉区上飯田町2060、2012年8月20日閉店[106])
- テックランド座間店●★ (座間市ひばりが丘4-11-1、2013年10月閉店）
- テックランド大和中央店● (大和市深見台1-1、2014年5月18日閉店）
- テックランドNew青葉店（横浜市青葉区しらとり台11-25、2015年3月31日閉店）
- テックランド東戸塚店▲ (横浜市戸塚区川上町87-8 東戸塚西口プラザ1階、2016年2月29日閉店）
- テックランド大船店→LABI大船★ (横浜市栄区笠間2-2-1、2017年4月2日閉店）[107]
- テックランド茅ヶ崎店●★ (茅ヶ崎市新栄町12-3、2018年7月22日閉店）
老朽化に伴い店舗の建て替えを行い、2021年11月26日に都市型新業態店舗「LABI LIFE SERECT 茅ヶ崎」が開業した[108]。
- LABI大船仮店舗★ (鎌倉市大船1-25-30 西友大船店3階、2021年2月23日閉店）
- テックランド日吉東急店■ (横浜市京北区日吉2-1-1 東急アベニュー本館3階、2022年2月6日閉店）[109]
- テックランドイトーヨーカドー茅ヶ崎店★→アウトレット茅ヶ崎店（茅ヶ崎市新栄町11-8 イトーヨーカドー茅ヶ崎店4階、2023年9月4日閉店）
テックランド茅ヶ崎店建て替え期間中に敷地が隣接しているイトーヨーカドー茅ヶ崎店の4階に仮店舗として開業。建て替え完了後もアウトレット店に業態転換して存続していたが閉店となった。
- テックランド横須賀店★[110]→アウトレット横須賀店● (横須賀市三春町4-5、2023年12月17日閉店[111])
- テックランドイオンフードスタイル港南台店 (横浜市港南区港南台3-1-2 イオンフードスタイル港南台店3階[112][113]、2024年7月28日閉店)
- テックランド上平塚店●★　(平塚市上平塚1-16、2024年10月6日閉店)
JT平塚工場跡地に開業する「アークスクエア湘南平塚」内に「Tecc LIFE SELECT 湘南平塚店」として移転するために閉店[114]。
- テックランド川崎小田栄店 (川崎市川崎区小田栄2-2-1 イトーヨーカドー川崎店3階、2024年10月27日閉店)
- テックランド横浜本店★ (横浜市港南区下永谷5-2-1、2025年5月11日閉店[115])

### 新潟県
- 見附店（見附市今町4-42-1）
- 三条店★ (三条市上須頃35）
- テックランド魚沼店（魚沼市中原162-1）
- テックランド上越店★ (上越市富岡3439、2023年2月26日閉店[116])

### 富山県
- 富山田中町本店（富山市西新庄11-36）
- 高岡戸出店（高岡市伊勢領2380）
- テックランド高岡店★ (高岡市昭和町2-2-1、2024年11月10日閉店[117])
- 旧・魚津店（魚津市、テックランド魚津店開店〔2002年5月3日〕のため、同年4月末までに閉店）[118]
- 黒部店（黒部市、同上）[118]

### 石川県
- 津幡店（河北郡津幡町字太田ち2）
- 小立野店（金沢市小立野1-3-9）
- 久安店（金沢市久安2-341）
- 野々市本店★ (野々市市粟田3-6-1、2002年9月22日閉店）
- テックランド小松店★ (小松市長田町ロ1-1、2010年9月5日閉店）
- テックランド金沢福久店（金沢市南森本町ニ11-1、2015年5月31日閉店）
- テックランド野々市店→家電住まいる館YAMADA野々市店→家電住まいる館×YAMADA web.com 野々市店★ (野々市市三日市2-52、2023年6月12日閉店）

### 福井県
- テックランド武生店★ (越前市越前市横市町10-31-1、2010年2月閉店[119])
- テックランド鯖江店（鯖江市鳥羽3-13-12、2015年5月31日閉店）

### 長野県
- 塩尻店★ (塩尻市広丘高出1486）
- 若槻店（長野市稲田1-18-9）
- テックランド松本家電館・PC館★ (松本市出川3-6-13)
- テックランド塩尻店★ (塩尻市広丘野村1787-25、2022年11月20日閉店）
- テックランド佐久本店★ (佐久市岩村田字下桶田1788-2、2023年2月5日閉店）
- アウトレット松本店 (松本市出川3-6-13、2023年11月26日閉店)
- テックランド長野本店★ (長野市大字高田1889-1、2025年7月27日閉店)

### 静岡県
- テックランド浜松西店■ (浜松市西区（当時。現：中央区）馬郡町2535、2015年4月1日閉店）
- テックランド湖西店（湖西市鷲津1095、2015年6月30日閉店）

### 愛知県
- テックランド名古屋栄店→デジタルスタイリッシュ館名古屋栄店（名古屋市中区栄3-34-30、2011年6月5日閉店）[120]
- テックランド当知店※ (名古屋市港区当知3-1203、2012年10月8日閉店）
- テックランド内海店（知多郡南知多町内海西浜田9-1、2013年6月23日閉店）
- テックランド小牧店★ (小牧市小牧4-74、2013年12月15日閉店)
- テックランド名古屋南丹後通り店（名古屋市南区丹後通5-25-1、2015年5月31日閉店）
- テックランドNew東海店（東海市名和町日向根100、2015年5月31日閉店）
- テックランド名古屋北店（西春日井郡豊山町豊場幸田197-1 ヨシヅヤYストア豊山テラス2階、2015年9月13日閉店）
- テックランド名西店（名古屋市西区上堀越町1-4、2016年2月29日閉店）
- テックランド春日井店★ (春日井市鳥居松町5-62、2016年3月27日閉店）
- テックランド小牧応時店※　(小牧市応時2-194、2024年8月18日閉店[121])
既存のテックランドNew小牧店へ統合のため閉店[122]。
- テックランド江南店 （江南市高屋町清水39、2025年1月19日閉店[123]）

### 岐阜県
- テックランド瑞穂店（瑞穂市犀川3-44、2013年6月23日閉店）
- テックランド大垣店★ (大垣市築捨町2-106、2014年10月26日閉店[124])
- テックランド郡上大和店（郡上市大和町徳永814-1、2015年5月31日閉店）
- テックランドNew大垣店→家電住まいる館YAMADA大垣店→YAMADA web.com大垣店★ (大垣市林町6-80-55、2025年3月9日閉店[125])

### 三重県
- テックランド松阪店★ (松阪市久保田町32、2023年10月22日閉店）

### 滋賀県
- テックランド今津店（高島市今津町南新保508-1、2015年5月31日閉店）
- テックランド豊郷店（犬上郡豊郷町大字高野瀬701-1、2015年6月30日閉店）
- テックランド大津打出浜店（大津市打出浜14-30 Oh!Me大津テラス3F、2021年3月28日閉店）
- テックランド大津玉野浦店 (大津市玉野浦3-1 ナフコツーワンスタイル滋賀大津店内、2025年7月13日閉店[126])

### 奈良県
- テックランド天理店（天理市嘉幡町665-3、2015年5月31日閉店）
- テックランド大和高田店※ (大和高田市幸町3-18 オークタウン大和高田暮らし館4階、2018年9月30日閉店）
- アウトレット館奈良店 (奈良市西九条町5-3-13、2024年7月15日閉店)
既存のYAMADA web.com 奈良本店と店舗統合のため閉店[127]。

### 和歌山県
- テックランド御坊店（御坊市野口569-1、2015年6月30日閉店）

### 京都府
- テックランド桃山店※ (京都市伏見区桃山町山ノ下32 近鉄百貨店桃山店2階、2014年9月30日閉店）
- テックランド六地蔵イズミヤ店※ （京都市伏見区桃山町西尾12-1 イズミヤ六地蔵店2階、2025年1月13日閉店[128]）
- テックランド久御山店 （久世郡久御山町林八幡溝27-1、2025年1月19日閉店[129]）

### 大阪府
- テックランド寝屋川店★ (寝屋川市大成町12-23、2014年11月3日閉店）
- テックランド阪南店（阪南市黒田453-15、2015年5月31日閉店）
- テックランド枚方店（枚方市池之宮1-2-50、2015年5月31日閉店）
- テックランドイオン鴻池店（東大阪市鴻池1-1-72 イオン鴻池店1階、2021年5月30日閉店）
- テックランド西友上野芝店（堺市西区上野芝町2-7-3 西友上野芝店2階、2024年1月21日閉店[130]）
- テックランド東大阪店（東大阪市元町1-6-53、2024年4月7日閉店[72][131]）
- テックランド金岡店※　(堺市北区蔵前町1-7-15　レインボー金岡1階、2024年8月3日閉店[132])
既存のテックランド堺本店へ統合のため閉店。
- テックランドイオン和泉府中店 （和泉市肥子町2-2-1 イオン和泉府中店4階、2025年1月13日閉店）
- テックランド高槻店→アウトレット高槻店　(高槻市赤大路町38-1、2025年3月30日閉店[133])

### 兵庫県
- テックランド姫路白浜店★ (姫路市白浜町571-58、2009年4月26日閉店[134])
- テックランド洲本店※★ (洲本市納158-1）
- テックランド豊岡店♡★ (豊岡市船町302-1、2013年10月20日閉店）
- テックランド朝来店（朝来市和田山町桑原字中井田395、2015年5月31日閉店）
- テックランド神戸桜が丘店（神戸市西区桜が丘中町3-2-16、2015年5月31日閉店[135])
- テックランド西脇店※ (西脇市和田町258、2015年8月31日閉店）
- テックランドダイエー甲子園店→テックランドイオン甲子園店■ (西宮市甲子園高潮町3-3　イオン甲子園店地下1階、2017年5月31日閉店）
- テックランドイズミヤ昆陽店 (伊丹市池尻1-1 イズミヤ昆陽店3階、2023年12月3日閉店)
既存のテックランド宝塚店と統合のため閉店[136]。
- テックランドゆめタウン姫路店 (姫路市神子岡前3-12-17 ゆめタウン姫路5階、2024年5月6日閉店[137])
- ヤマダデンキモバイルさんちか店♡ (神戸市中央区三宮町1-10-1 さんちか5番街、2024年10月27日閉店)

### 鳥取県
- テックランド米子店★ (米子市新開5-1-7、2015年1月13日閉店）

### 島根県
- テックランド斐川店（出雲市斐川町上庄原1249-2、2013年6月23日閉店）
- テックランド浜田店（浜田市日脚町1220-3、2013年11月4日閉店）

### 広島県
- テックランド広島中央本店★ (広島市中区新天地5-3、2012年3月4日閉店[138]）
- テックランド三次店（三次市十日市西6-8-13、2015年5月31日閉店）
- テックランドアルパーク前店★→アウトレット＆ホビー館アルパーク前店（広島市西区草津新町2丁目23-27、2023年9月24日閉店）
- テックランドフジグラン広島店 (広島県広島市中区宝町2-1 フジグラン広島3F、2024年12月3日閉店)
既存のLABI広島へ統合のため閉店[139]。

### 山口県
- テックランド美祢店（美祢市大嶺町東分1224-1）
- テックランド長門店（長門市東深川803-8、2019年12月31日閉店）
- テックランド阿知須店（山口市阿知須4830-1、2024年1月28日閉店[72][140]）

### 香川県
- テックランド宇多津本店 (綾歌郡宇多津町浜四番丁45-6、2015年12月31日閉店)
- テックランド高松レインボー通り店★→アウトレット高松店 (高松市伏石町2103-8、2023年8月13日閉店)

### 福岡県
- テックランド岡垣店★ (遠賀郡岡垣町百合ヶ丘2-1-16、2023年9月18日閉店)
- テックランド福岡香椎本店→家電住まいる館YAMADA福岡香椎店★ (福岡市東区千早5-8-1、2021年3月31日閉店）
- テックランド甘木店★→アウトレット甘木店　(朝倉市甘木390-1、2023年12月31日閉店）
- テックランド久留米中央店★→テックランドNew久留米中央店（久留米市東櫛原町1144-5、2024年6月23日閉店[72][141][142]）

### 佐賀県
- テックランド唐津店（唐津市和多田西山7-3、2024年5月12日閉店[72][143]）

### 大分県
- テックランド大分佐伯店★ (佐伯市大字池田2437-1、2015年5月31日閉店）
- テックランド日田店★ (日田市大字友田1023-1、2015年5月31日閉店）

### 宮崎県
- アウトレット都城店（都城市上川東1-2-7、2023年11月6日閉店）
- ベスト電器宮交シティ店（宮崎市大淀4-7-30、2024年2月25日閉店[144]）

### 中華人民共和国
- 南京店（江蘇省南京市秦淮区洪武路38、2013年5月31日閉店[145])
- 天津店（天津市和平区南京路219、2013年6月30日閉店[146]）
- 潘陽店（遼東省潘陽市幡河区中街道15、2020年6月30日閉店）

## ポイントサービス
2001年から会員カード（「ヤマダポイントカード（リライト式カード）」「安心会員カード（リライト式カード）」「ヤマダLABIカード（クレジット機能付きポイントカード）」）によるポイントサービスを展開し、ポイント制度に否定的な他の郊外型競合店との差別化要素として積極的に利用してきた。ヤマダデンキ全店で本格導入する前に「デジタル21」2店（東京都足立区および岡山市。いずれも「テックサイト」に転換、岡山の店舗は後に閉店）で実験導入した。旧デジタル21のリライト式ポイントカード（銀色）とヤマダデンキのリライト式ポイントカード（金色）は対応各店で相互使用できた。
「ヤマダポイントカード」（リライト式カード）は一旦新規発行を終了していたが、後に再開した。
近年、「ポイント付与ありの高い価格」と「ポイント付与なしの安い価格」が同時設定され選択できる商品や、「表示価格を下げてポイント付与なしのみ」の設定とした商品の数も拡大してきた。
東海テックランド系列店舗でのポイントカードは、東海テックランドでのみ使用できる旨が明記されている（デンキランド系列店舗のポイントカードも同様）。九州テックランド系列店舗でのポイントカードはデザインも異なり、九州テックランドでのみ使用できる旨が明記されていたが、2008年10月より相互利用が可能となった。完全子会社化したぷれっそホールディングス傘下3社が2007年9月から発行している「ぷれっそポイントカード」は、通常のヤマダデンキ店舗では使用できないが、旧ぷれっそ3社からヤマダデンキに転換した店舗に限り利用することが出来る。
2014年12月に「ヤマダポイントカード」がリニューアルとなり、従来のリライト式からバーコード読取式に変更。裏面はバーコードに加え、携帯電話やスマートフォンのバーコードリーダー機能を利用してポイント残高を確認するためのQRコードも追加された。デザインは「YAMADA」ロゴが大きく描かれたブルーVer.と小さなシンボルマークが多く描かれたカラフルVer.の2種類となり、入会時又はリライト式カードからの切替時に選択叶とした。

### ポイントマシーン
商品購入時のポイント付与の他に、店舗入口などに設置している「ポイントマシーン」の利用で「ご来店ポイント」がプレゼントされる。「ヤマダモバイル」はポイントマシーンが設置されていない。付与されるポイントはスロットマシンの要領で抽選で決められる。
ポイントマシーンのサービス提供内容は、店舗や利用時期によって異なる場合がある。以下は一部店舗での提供例を含む。
導入当初は、来店時ひとり1日1回のみの利用が可能で最低100ポイントのプレゼントを受けられた（商品購入なしでは各月ごとに4回まで。会員登録時や商品購入に応じて利用可能回数は積み増しされた）。
2006年から来店時と商品購入後の1日最大2回まで利用可能となった（来店時に最低10ポイント+商品200円以上購入後に最低90ポイント。後に、来店時に10 - 4000ポイント+商品3,000円以上購入後に10 - 4,000ポイント）。
現在は再び、ひとり1日1回限りのポイントマシーン利用となっている。利用1回につき50 - 4,000ポイントが付与される。通常時は商品3,000円分以上（期間限定キャンペーン時は商品1,000円分以上）の購入後に、利用可能回数（ポイントチャンス）が現在の上限値である「4回」にまで回復する。回復当日にマシーン利用済みの場合、次回利用は翌日以降となる。
2010年4月30日に来店ポイントマシーンにおけるリライト式ポイントカード（ヤマダポイントカード、安心会員カード）の利用を終了した（購入時の利用は2014年12月にポイントカードのリニューアルが行われるまで従来通り可能であった）。
2010年5月1日以降、来店ポイントマシーンの利用は「ケイタイdeポイント」と「ケイタイdeタッチ」のみとなった。事前に会員登録した携帯電話で、画面へのバーコード表示を用いたサービスが「ケイタイdeポイント」で、さらにおサイフケータイにひも付けしたサービスが「ケイタイdeタッチ」である。のちにサービス名称を変更し、ケイタイdeポイントとケイタイdeタッチ機能を含む「ケイタイde安心」会員としている（このサービスの担当部署名は「ケイタイdeポイント事務局」である）。
2014年6月21日からクレジット機能付ポイントカードの「ヤマダLABIカード」での来店ポイントサービスが約4年ぶりに復活した。ポイントカードについては2014年12月から発行されているバーコード読取式の新カードにおいて、ポイントの残高確認と期間限定のキャンペーン利用時にのみマシーンの利用可能とした。ポイントカードでの来店ポイントサービスは従来通り利用できない）。

## 沿革

### 前史
- 1973年（昭和48年） - 日本ビクターを退社した山田昇が群馬県前橋市総社町総社で電気店を個人創業。
- 1978年（昭和53年）6月1日 - 現在の法人が、日本電線工業株式会社として設立。
- 1983年（昭和58年）9月1日 - （旧）株式会社ヤマダ電機設立。「前橋南店」を開店し、本格チェーン展開を開始。
- 1985年 (昭和60年) 4月 - 埼玉県深谷市に群馬県外1号店となる「深谷店」を開店。
- 1986年 (昭和61年) 7月 - フランチャイズ店1号店を長野県佐久市に開店。
- 1987年（昭和62年）
  - 3月1日 - 休眠会社の日本電線工業株式会社が（新）株式会社ヤマダ電機に商号変更。
  - 12月 - 本社ビル (前橋市日吉町) が完工。本社を移転。同ビル1階にテックランド業態1号店となる「テックランド本店」を開店。
- 1987年（昭和62年）5月21日 - 株式の額面変更を目的として、（新）株式会社ヤマダ電機（形式上の存続会社）が（旧）株式会社ヤマダ電機（実質上の存続会社）を吸収合併。
- 1989年（平成元年）3月 - 株式を店頭（JASDAQ）公開。
- 1992年 (平成4年) 7月 - 宮崎県宮崎市に九州地方1号店となる「テックランド宮崎店」を開店。
- 1995年 (平成7年) - 宮城県仙台市泉区に東北地方1号店となる「テックランド仙台泉店」を開店。
- 1996年（平成8年） - インターネットサービスプロバイダ事業を開始。
- 1997年（平成9年）
  - 2月 - 愛知県日進市に中京地区1号店となる「テックランド日進店」を開店。
  - 7月 - 岡山県岡山市に中国地方1号店となる「テックランド岡山店」を開店。
  - 12月 - 南国殖産と合弁会社・南九州ヤマダ電機株式会社を設立。
- 1998年 (平成10年) 9月 - 兵庫県姫路市に近畿地方1号店となる「テックランド姫路店」を開店。
- 1999年（平成11年） - 京都府八幡市の国道1号沿いに「テックランド京都八幡店」を開店。この京都八幡店の開店を契機に全国展開を加速化させる。
- 2000年（平成12年）9月24日 - 東京証券取引所第一部に上場。
- 2001年 (平成13年) 
  - 4月 - 北海道1号店となる「テックランド手稲店」を札幌市手稲区に開店。
  - 7月 - 沖縄県宜野湾市に株式会社沖縄ヤマダ電機設立。
  - 9月 - 和光電気株式会社との合弁会社・株式会社和光ヤマダ電機設立。
- 2004年（平成16年）
  - 5月25日 - 株式会社和光ヤマダ電機が株式会社関西ヤマダ電機に商号変更。
  - 6月11日 - 初の都市型店舗「テックランド広島中央本店」が開店。
  - 7月23日 - 沖縄初進出となる「テックランド具志川店」を株式会社沖縄ヤマダ電機が開店。沖縄初出店・具志川店を皮切りに「家電パソコン修理センター」を店内に初めて設置。以降LABIや大型店舗などに修理センターを配置する契機となる。
- 2005年（平成17年）
  - 1月27日 - 初の駅前（駅直結）型店舗「テックランド別府駅前店」が開店。
  - 2月25日 - 日本の専門店として初めて連結売上高が1兆円を突破。
  - 7月14日 - マキヤと合弁会社の株式会社東海テックランドを設立（「ヤベデンキ」をテックランドに転換）。
  - 7月29日 - 徳島県藍住町に「テックランド徳島藍住店」を開店し、1999年の京都八幡店で本格的に始まった全都道府県進出を6年で達成。
- 2006年（平成18年）3月10日 - 初のターミナル駅隣接型店舗「LABI1 なんば」が開店。
- 2007年（平成19年）
  - 12月 - ぷれっそホールディングス傘下のサトームセン全店舗をテックランドとLABIに転換。
- 2008年（平成20年）
  - 6月27日 - 株主総会で山田昇代表取締役CEOが社長から会長へ、山田の甥の一宮忠男代表取締役COOが副社長から社長に昇格。
  - 7月1日 - 本社を群馬県高崎市栄町1番1号の高崎駅東口前に移転。同ビルに「LABI高崎」が開店。
  - 10月15日 - 株式会社中四国テックランドの残余株式（マルナカ25%、ダイナマイトコーポレーション5%）を買い取り完全子会社化。
  - 12月1日 - コスモスベリーズ株式会社の残余株式（豊栄家電保有の49%）を買い取り、完全子会社化。
- 2009年（平成21年）
  - 7月1日 - ぷれっそホールディングス傘下の株式会社星電社の「せいでん」ブランドの8店舗をテックランドとLABI（LABI三宮）に転換、転換しない2店は閉店する[148]。他の既存店と区別するため、看板やチラシには「せいでん」ロゴが入っている。
  - 8月1日 - マツヤデンキの16店舗をテックランドに転換。
- 2010年（平成22年）
  - 4月1日 - 日本の家電量販店として初めて売上高2兆円突破（国内初、世界第2位）。
  - 9月11日 - 中古住宅事業に来年から本格参入する方針を明らかにした。
  - 12月10日 - 初の海外店舗として、中国の遼寧省瀋陽市に「LABI瀋陽」を開店。
- 2011年（平成23年）
  - 6月10日 - 中国・天津市に「LABI天津」を開店。
  - 10月12日 - 株式公開買付けと第三者割当増資引き受けにより、住宅メーカーのエス・バイ・エルを連結子会社とする。
- 2012年（平成24年）
  - 3月22日 - 中国・江蘇省南京市に「LABI南京」を開店。
- 2013年（平成25年）
  - 5月31日 - LABI南京閉店[149]。
  - 6月6日 - 「LABI天津」6月末閉店を発表[149]。
  - 6月27日 - 業績不振の責任を明確にするため、全取締役を降格。山田昇が社長に復帰[150][151]。
  - 10月1日 - 「ベスト電器との資本・業務提携における公正取引委員会へ申し出た10地域の問題解消措置」に伴い、テックランドNew秩父店をエディオンへ譲渡（ヤマダ電機としての営業は9月16日に終了し、10月25日にエディオン秩父店として開店[152]）。
- 2014年（平成26年）
  - 9月6日 - 2014年ブラック企業大賞およびWEB投票賞を獲得[153]
  - 10月1日 - 1株につき10株に分割。9664万8,974株から9億6648万9,740株発行となる[154]。
- 2015年（平成27年）
  - 5月7日 - ソフトバンクと資本業務提携する契約を締結。
  - 5月25日 - 構造改革の一環として、同年4月 - 5月末日までの間にスクラップ&ビルドや業態転換する店舗を含めて46店舗を閉鎖する予定であることを発表[155][156][157]。
  - 6月24日 - 上述に加え11店を追加で閉鎖することが明らかとなる[158][159]。
  - 9月1日 - 非連結子会社であるキムラヤセレクトを吸収合併[160][161]。
- 2016年（平成28年）4月1日 - 山田昇社長兼CEOが会長兼取締役会議長、一宮忠男副社長兼COOが副会長兼CEOに退き、社長に桑野光正取締役が昇格[162]。
- 2017年（平成29年）11月8日 - アサヒ衛陶との業務提携を発表[163]。

### ヤマダデンキ発足以後
- 2020年（令和2年）
  - 10月1日 - 持株会社体制へ移行し、旧法人は株式会社ヤマダホールディングスへ商号変更し、事業を株式会社ヤマダデンキ（旧・ヤマダ電機分割準備会社）に承継[164][165]。3月中に設立された株式会社ヤマダ環境資源開発ホールディングスを中心に環境資源開発事業を展開[166][167]。
- 2021年（令和3年）
  - 3月1日 - 株式会社沖縄ヤマダ電機を吸収合併[168]。
  - 7月1日 - グループ内部の組織再編[168][169][170] により、「TSUKUMO」・「ベスト電器」・「マツヤデンキ」・「Caden」の4つの店舗ブランドを継承する。
  - 9月30日 - 代表取締役兼社長執行役員の三嶋恒夫が健康上の理由により退任。
- 2022年（令和4年）
  - 5月1日 - 大塚家具を吸収合併[171]。
  - 9月26日 - イオンフィナンシャルサービス株式会社及びその子会社のイオンクレジットサービス株式会社との間で加盟店契約が締結されたことにより、イオングループのスマートフォン向けトータルアプリ「iAEON（アイイオン）」の付随サービスとして提供されているQR・バーコード決済サービス「AEON Pay」を家電量販店で初めて導入（ヤマダデンキ、ストアブランドの「マツヤデンキ」、「ベスト電器」、「TSUKUMO」、グループ会社のイーウェルネスが運営する「キムラヤ」でも利用可能）[172][173]。
  - 11月1日 - ヤマダ電機（現:ヤマダホールディングス）名義で発行されていた「ヤマダ商品券」の利用を同年12月31日をもって終了し、払戻しを2023年1月11日から3か月間実施することを発表[174]。
- 2023年（令和5年）
  - 6月1日 - イーウェルネスを吸収合併[175]。「キムラヤ」の運営とプインプル化粧品の製造販売を承継する。

## CM
2019年より、貫地谷しほりと又吉直樹が共演するCMシリーズが放映されている。「YAMADA」名義であっても、住宅関連のCMは放映される。

### スポンサー
日本テレビ系列 (NNN・NNS)
- news every.（隔週・18時台前半ナショナルスポンサー）[176][177]
- 踊る!さんま御殿!!（2020年4月7日の報道特番から）

TBS系列 (JNN)
- news23（2019年4月から）
- サンデーモーニング

テレビ朝日系列 (ANN)
- 帰れマンデー見っけ隊!!
- ザワつく!金曜日
- ポツンと一軒家

フジテレビ系列 (FNN・FNS)
- FNNスーパーニュース→FNNみんなのニュース
- めざましテレビ（テレビ静岡・LEO HOUSE名義）

その他
- ぐんまちゃん（群馬テレビ他[178]）
- 友近・礼二の妄想トレイン（BS日テレ、2022年4月4日（#70）～）

出演者
- バカルディ 1994年 - 1999年
- 山口もえ
- 高嶋政伸 2005年 - 2012年
- 中村俊輔 2006年 - 2010年
- 池戸優音
- 墨絵師、御歌頭 2015年ライブペインティングで出演
- 高橋尚子 2011年 - 2018年
- えなりかずき 2012年 - 2018年
- 又吉直樹 2019年 -
- 貫地谷しほり 2019年 -
- 橋本乃依 2020年
- 白本彩奈 2021年

## 評価
- 企業・キャリア情報サイト「キャリコネ」を運営するグローバルウェイが2010年9月21日に発表した「愛社されている企業、愛社されていない企業 主要133社ランキング」において、「愛社されていない企業」部門でUSENに次ぐワースト2位にランクインした[179]。同サイトに寄せられた社員の意見として有給休暇のとりにくい社風と長時間勤務に対する不満が寄せられている。
- メディアフラッグ（現・インパクトホールディングス）が行った「2013年度 CSアワード家電量販店部門」の総合顧客満足度で1位を獲得している[180]。ただし、以下記載の日経ビジネスのアフターサービスの満足度に関するアンケート調査では、毎年最下位となっている。
- 日経ビジネス2008年7月28日号に掲載されたアフターサービスの満足度に関するアンケート調査で、家電量販店部門において16社中最下位となった。これについてヤマダ電機は、調査が事前に登録していたモニターを対象に行われたことについて「読者は、国民全体からアンケートの回答者を無作為抽出したと誤解する可能性が高く、不適切だ」と指摘、名誉を傷つけられたとして発行元の日経BPに5,500万円の損害賠償などを求め提訴。2010年12月14日、東京地方裁判所（石井浩裁判長）は日経ビジネスがモニターから回答者を無作為抽出した上で、組織票を防ぐ対策を行っていたことなどから「合理的な調査結果になるような配慮がなされていた」として、ヤマダ側の請求を棄却した[181]。
- 2010年7月の「日経ビジネス」記事掲載時は、ケーズデンキが1位（前年：4位）、ヤマダ電機は家電量販店の中では最下位（当時）にあたる14位（前年と同位）とされ、ケーズデンキは同年8月から約1年間に亘り、当該記事を各店舗で配布した（もちろん発行元の日経BPの許可を得ていた）。これに対しヤマダ電機側は「ヤマダ電機のサービスが著しく劣っていると消費者に誤認を与えかねず、営業妨害に当たり違法である」などと主張して、5,500万円の損害賠償を求め東京地裁に訴訟を起こした。しかし、東京地裁の石井浩裁判長は「ランキングの根拠となった調査には、恣意(しい)的な結果が生じるような事情はなかった」と述べ、ヤマダ電機側の請求を棄却した[182][183][184]。
- 2021年半ばに発表された2019年度の小売業世界ランキング上位250位にランクインした。世界で67位、日本企業だけで見ると5位であった。[185]
- ダイアモンド社のサイトの一部であるダイアモンドチェーンストアオンラインにおいて、油浅健一から「家電品のユニクロ」と言っても遜色ない、との評価を受けた[186]。

## 不祥事・事件
- 後述する労働問題等により2014年ブラック企業大賞にノミネートされ、大賞およびWEB投票賞を受賞した[153]。

### 独占禁止法違反・職業安定法違反
2007年1月23日付の読売新聞記事において、LABI1なんば店でメーカー応援者（ヘルパー）に対する店側からの命令指示が行われており、職業安定法違反、二重派遣・二重命令にあたると報道された。店舗側がヘルパーに対してノルマを課し、営業報告書を書かせ「何件アプローチして何件獲得したのか、販売価格はいくらか」と徹底させ、成績が悪ければ罵声を浴びせたりするとされる。同支店だけでなく全国の店舗で同様の行為があったとする指摘もある。
ヤマダ電機は「違法な事実はなく報道には誤解が含まれている」と全面的に否定、読売新聞の取材方法にも問題があるなどと反論している。後の 週刊文春2007年3月15日号・3月22日号記事によると、一連の読売新聞報道について、ヤマダ電機から読売新聞社に対して折り込みチラシの出稿を差し止めるとの圧力があり、読売新聞社がこれに屈して2007年1月27日朝刊の12版まで出ていた記事を13版以降削除した、としている。読売新聞はこれを全面的に否定し、週刊文春に記事の訂正と謝罪を求めている。
公正取引委員会が取引先に対する優位な立場を利用して、納入業者に不当な人材派遣を求めた疑いがあるなどとして、私的独占の禁止及び公正取引の確保に関する法律（独占禁止法）違反（不公正な取引方法）容疑で同社本社や数店舗に立ち入り検査に入ったことが同日夕刊各紙にて報道された
2008年6月30日、公正取引委員会は同社の優越的地位の乱用を再び認定し、独占禁止法違反（不公正な取引方法）で排除措置命令を出した。公取委が認定した不当な派遣人数は延べ約16万6000人にのぼり、過去最大規模となった。家電販売店に対する同命令は初めてである。これに対してヤマダ電機は「排除命令を真摯（しんし）に受け止め、コンプライアンス体制の強化に努める」とコメントした。一方7月10日に本社で開いた記者会見において、山田昇会長は「納入業者側にも販路拡大のメリットがある。大手などは『お金は不要だ』と言っている。（派遣は）相手からの要望で、いなくてもいい」と発言した。

### 特定家庭用機器再商品化法事件
2007年3月30日、埼玉県熊谷市の熊谷配工センターで、家電リサイクル料金を受け取って顧客から回収した不要家電品を、中古品販売業者や輸出業者へ横流ししていたことが発覚した。経済産業省と環境省の調査が入り、ヤマダは現地の担当業者を告訴した。ヤマダ側の説明によれば「この業者が単独で行ったもので、組織的なものではない」と話している。

### 従業員の自殺問題

#### パワーハラスメントによる従業員の自殺
契約社員として中途入社し神奈川県内の店舗に勤務していた男性（29歳）が、上司から「てめえ、うそつきなんだよ」「死んでみろ」と罵声を浴びせられ、2004年4月上旬に自殺した。遺族は2005年1月25日にヤマダ電機を安全配慮義務の懈怠により提訴した。

#### 柏崎店従業員の過労自殺
契約社員として中途入社しテックランド柏崎店に勤務していた男性（23歳）が、正社員に登用と同時に管理職へ就任させられ、2007年9月19日に過労で自殺した。長岡労働基準監督署は、2011年6月に労災と認定した。労基署の調査によれば、死亡一ヶ月前の残業時間は100時間を超えていた。赴任後は、休みを取れなかった。遺族は2013年12月11日にヤマダ電機を提訴した。その後、2017年1月13日に裁判上の和解が成立した。

#### 船引店従業員の過労自殺
テックランド船引店に勤務していた男性店長が、営業不振を要因とするプレッシャーから架空売上を計上してしまい、2013年7月に自殺した。

### 所得税の申告漏れ
同社が、関東信越国税局の税務調査により、2013年3月期から2016年3月期までの3年間に亘り、約28億円の申告漏れを指摘されていたことが、2018年1月に判明した。中国の子会社への貸付金を巡り、期末時のルートで申告すべきところ、貸付時のレートのまま申告していた模様である。同社は追徴税額約6億円を含め修正申告を行ったとしている。

### 枚方市の補助金の不正請求
2023年7月26日、大阪府枚方市が2022年度に実施した「省エネ家電買い換え促進事業補助金」について、ヤマダデンキの一部店舗が関与する不正請求があったと市が発表した。補助金の申請は枚方市民が市内の店舗で購入することが条件となっていたが、ヤマダ側は近隣の高槻市と寝屋川市の店舗で家電を購入した枚方市民に対し、枚方店が発行した手書きの領収書に差し替えた請求を案内していた。市は不正に申請された31件計89万円を不交付にすると発表。このうち15件計44万円はすでに交付され、同社が市に代理弁済する。交付されなかった16件計45万円は同社が顧客に補填する。

## 陸上競技部
陸上競技部の活動が知られる。2004年に休部となったみずほ銀行の陸上競技部を引き継いで「ヤマダ電機女子陸上競技部」として発足。2012年に元佛教大学陸上部監督で同大学を全日本大学女子駅伝（杜の都駅伝）連覇に導いた森川賢一を招聘し、森川の指導を受けた選手を多く入部させて力をつけている。
2017年3月を最後に廃部となったモンテローザより5名の選手と監督、マネージャーが移籍し、これに伴い「ヤマダ電機陸上競技部」に名称変更。2020年10月の持株会社化により「ヤマダホールディングス陸上競技部」に名称変更。
選手寮を北群馬郡吉岡町に置き、同町にヤマダデンキの店舗はないが、選手が集団生活しながら活動している。同町に後援会も作られており、地域交流も行われている。
2021年現在の女子中長距離部監督は高木雅一、コーチは横山景。トラック&フィールド部監督は田中宏昌。以下の所属選手は変動があり、チーム紹介 公式HP 参照。
女子中長距離所属選手
- 石井寿美
- 清水真帆
- 柴田彩花
- 岡本春美
- 筒井咲帆
- 米澤杏樹
- 荻野実夕
- 星野輝麗 - 2021年に常磐高校から入部。

元所属選手
- 西原加純 - 2021年2月に森川賢一監督らと共にシスメックスに移籍。
- 田崎優理 - 2021年7月にシスメックスに移籍。
- 末山優珠 - 2021年に小林高校から入部したが同年10月に退部。
- 宮城亜支亜
- 鈴木翔子
- 高田晴奈
- 竹地志帆
- 横瀬彩也香
- 安藤実来
- 渋谷璃沙
- 畠山実弓 - 2021年現在マネージャー
- 石橋麻衣
- 市川珠李
- 森本紗和
- 青山友莉菜
- 森唯我
- 森知奈美
- 北島良子
- 吉本ひかり

トラック&フィールド所属選手
- 柏村亮太
- 小田大樹
- 安部孝駿

元所属選手
- 増野元太
- 山﨑謙吾
- 桐山智衣
- 札場大輝
- 中村紫織 - 2021年現在マネージャー

## エピソード
2014年に女性グループ初の国立競技場コンサートを行ったももいろクローバーZは、無名時代に全国のヤマダ電機の店頭で頻繁にライブを開催していた。
休日のETC料金が上限1000円であった当時の割引制度を利用し、車中泊をしながら各地のヤマダ電機を回って、店先で踊りCDを手売りした。2009年5月24日から8月16日まで、『ヤマダ電機Presents 〜ももいろクローバーJAPANツアー2009 ももいろTyphooooon!〜』のツアータイトルで、24箇所の店舗で104公演の無料ライブを行った。
夏休み期間は連日ライブを実施し、8月13日のテックランド川崎店では、照明設備のないまま日没となったが、車のヘッドライトで照らしながらライブを続行した。

## テレビ番組
- 日経スペシャル ガイアの夜明け 熱血! 営業マン伝説売る〝極意〟教えます（2004年9月21日、テレビ東京）[205]- ｢接客日本一プロジェクト｣を取材。
- 日経スペシャル カンブリア宮殿（テレビ東京）- 出演：ヤマダ電機会長 山田昇。
  - 「家電量販No1！ヤマダ電機強さの秘密」（2008年9月29日）[206]
  - 「ヤマダ電機に見る、ニッポン流通の未来図」（2008年10月6日）[207]

## 書籍

### 関連書籍
- 『ヤマダ電機の品格 No.1企業の激安哲学』（著者:立石泰則）（2008年1月9日、講談社）ISBN 9784062143783
- 『ヤマダ電機に負けない「弱者の戦い方」 セブンとアトム、ヤマグチに学ぶNo.1企業との共存の法則』（編者:月刊「技術営業」編集部）（2008年7月20日、リック/リックテレコム）ISBN 9784897978048
- 『ヤマダ電機“激安戦略"勝利のシナリオ 「家電量販」戦国時代のゆくえ』（著者:田川克巳）（2008年12月11日、ぱる出版）ISBN 9784827204513
- 『ヤマダ電機で電気自動車を買おう 仕組みを変えなければ温暖化は止まらない』（著者:田中優）（2010年7月14日、武田ランダムハウスジャパン）ISBN 9784270005897
- 『ヤマダ電機の暴走 「年商3兆円構想」の果て』（著者:立石泰則）（2010年10月13日、草思社）ISBN 9784794217851
- 『だからヤマダ電機で買いたくなる』（著者:片山修）（2011年2月5日、潮出版社）ISBN 9784267018633
- 『ヤマダ電機の「PCDA」経営』（著者:得平司）（2012年3月3日、日本経済新聞出版社）ISBN 9784532317836

### 注
1. ↑  2012年3月閉店。その後2012年6月22日に、400mほど離れた位置にある天満屋八丁堀ビル（天満屋八丁堀店跡地）に、「LABI広島」として改めて出店している。
2. ↑  旧・星電社運営のテックランド店舗及びLABI三宮には「seiden」のロゴ文字が、旧・ベスト電器運営のテックランド店舗には「by BEST」のロゴ文字をテックランドなどの看板付近に表示している。これは、既存のヤマダデンキ直営店との区別のため表示と思われる。
3. ↑  そのため、LABI三宮の入り口付近には、ヤマダデンキのロゴや「LABI SANNOMIYA」の看板に加え「seiden」のロゴ文字・ロゴマークが並んで表示されている。